# 液晶ディスプレイ

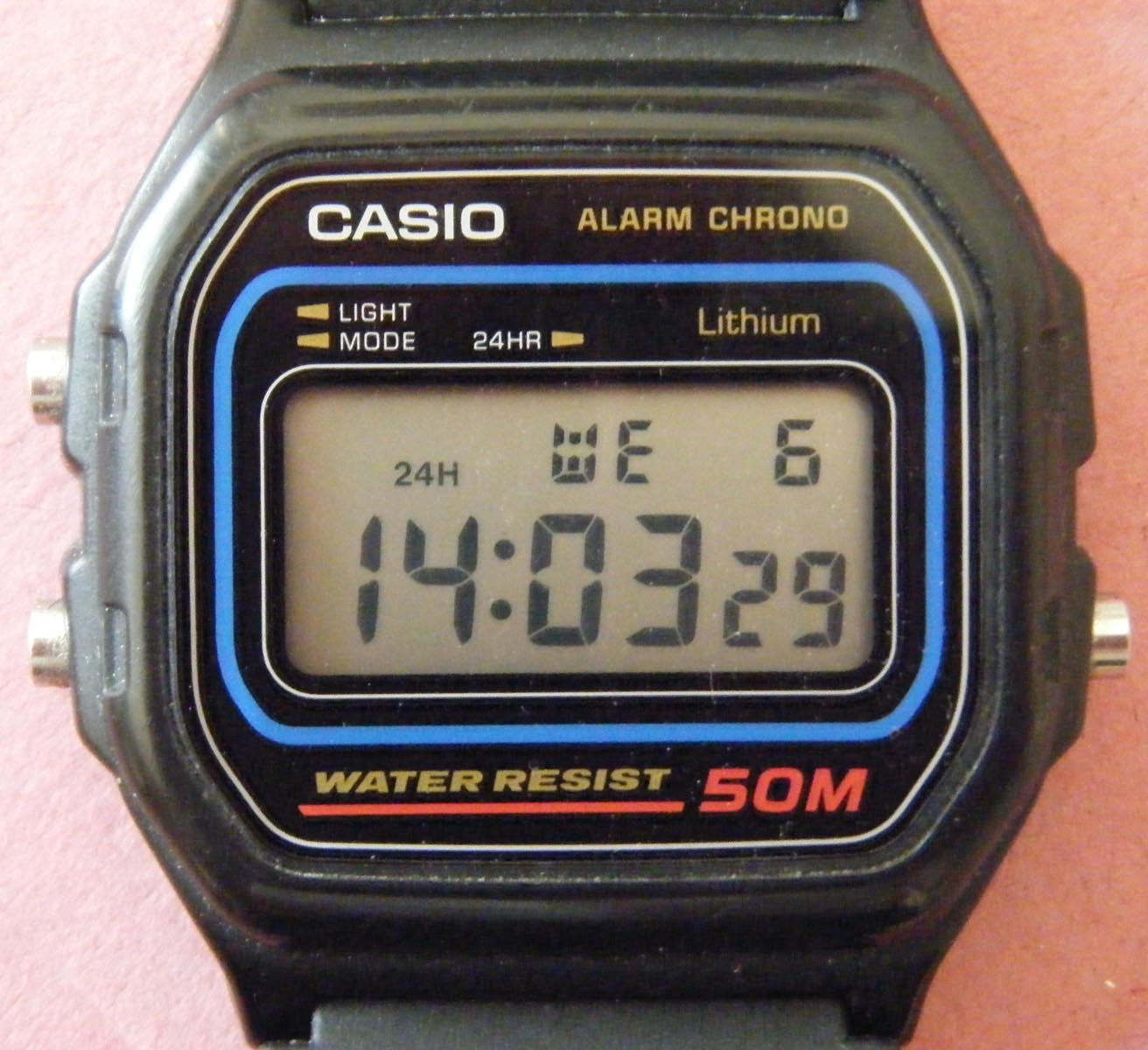
腕時計の液晶ディスプレイ

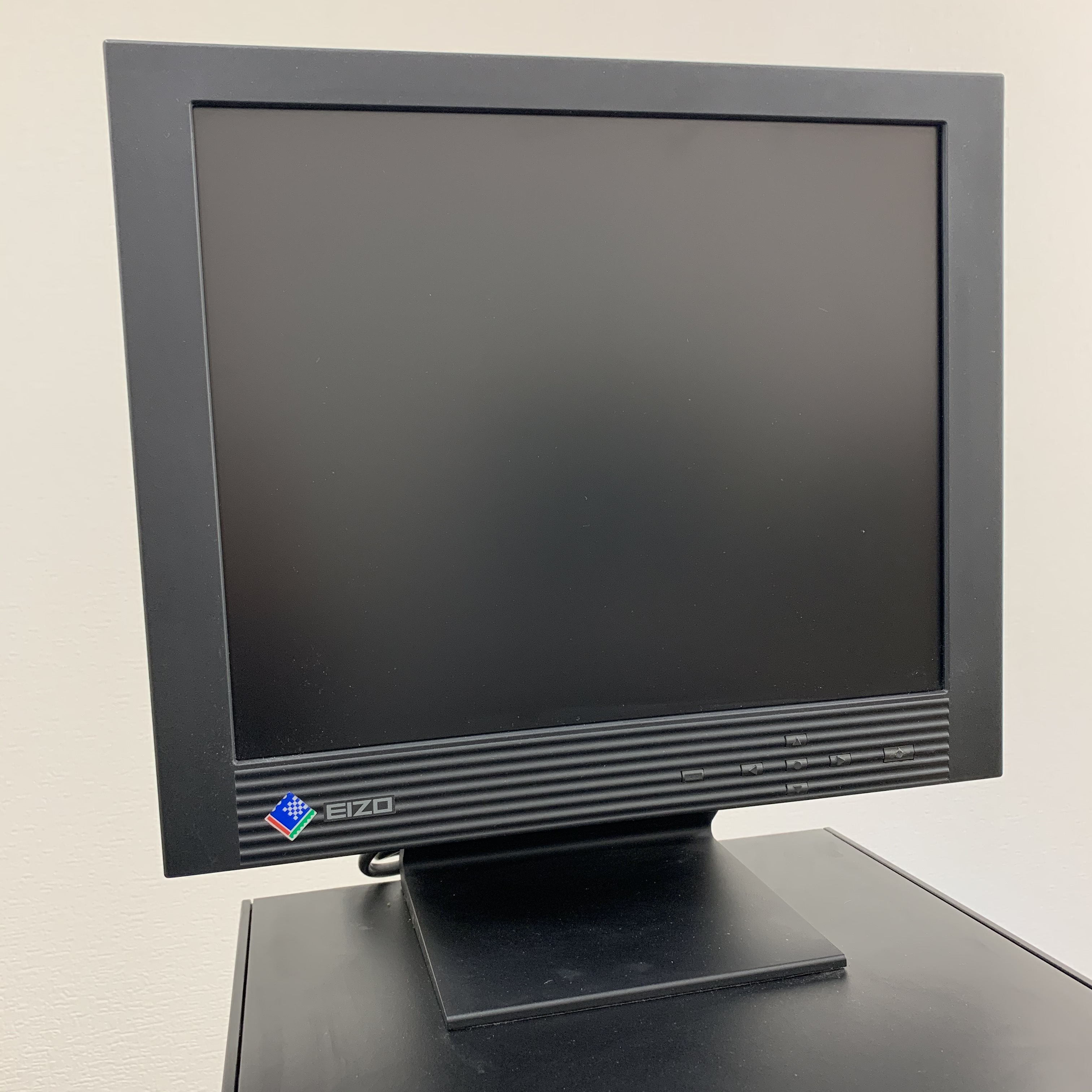
パソコンのTFT液晶ディスプレイ

液晶ディスプレイ（えきしょうディスプレイ、liquid crystal display、LCD）は、光源等の表面に、液晶の光学特性を利用した複数のシャッターを配置し、様々なパターンでシャッターを開閉することによって図画等を表示する装置である。

## 概要
液晶ディスプレイはデジタル化された電子機器の普及に伴いごく一般的な表示装置となっている。特に、数値や機器動作状態等の情報表示装置、映像などの画像表示装置として多様な電子機器において利用されている。
液晶ディスプレイには、「液晶モジュール」と呼ばれる部品が含まれており、その液晶モジュールは、主に「液晶パネル」と呼ばれる液晶を含む板状の部品と、液晶パネルに対して電気信号を供給するための駆動回路とを含んで構成されている。
液晶ディスプレイの典型例には、液晶テレビやコンピュータ・ディスプレイがある。液晶モジュールは、これら以外にも、携帯電話端末、携帯型ゲーム機、電卓、時計などの表示部として使われている。
つまり、単に「液晶ディスプレイ」と呼ばれた場合であっても、製品全体を指す場合と製品の表示部だけを指す場合がある。本記事では、便宜上、製品全体を指す場合には液晶ディスプレイと呼び、製品の表示部だけを指すには液晶モジュールや液晶パネルと呼ぶ。テレビ、PCなどの表示装置の製品としての「液晶ディスプレイ」と、携帯電話やデジタルカメラなどに組み込まれる製品の一部の部品としての「液晶パネル」と「液晶モジュール」について、それぞれを分けて記述する。また、本項目では液晶プロジェクタは扱わない。

## 液晶パネルの原理

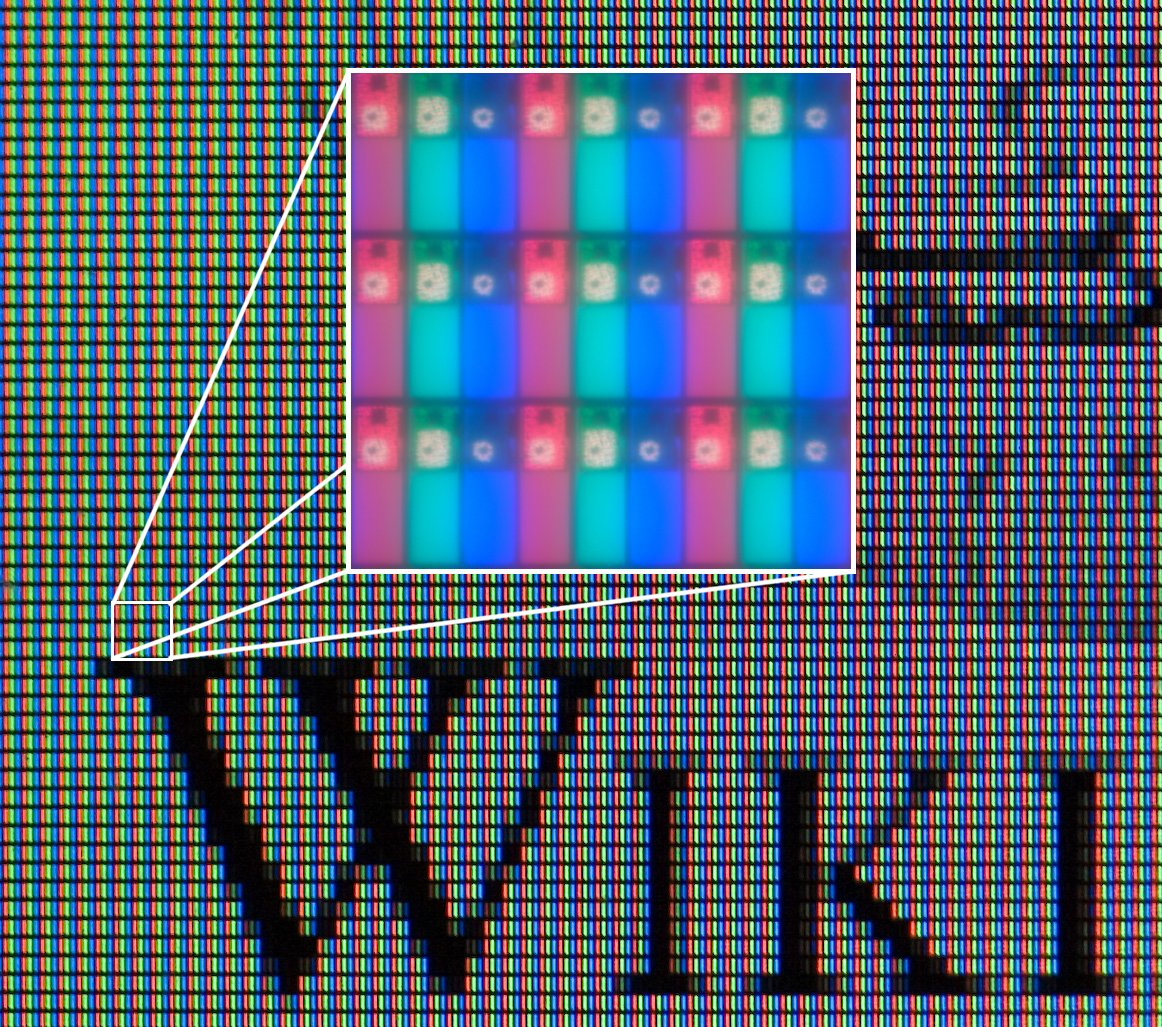
LCDモニターの一部を拡大した画像

液晶パネルの構成（単純な構造のもの）
1.偏光フィルタ（垂直）
2.ガラス基板（個別電極）
3.配向層に挟まれた液晶
4.ガラス基板（共通電極）
5.偏光フィルタ（水平）
6.光源

単体装置としての液晶ディスプレイは、光源、駆動回路や電源回路、接続コネクタ、ケース等を除けば主要部分が液晶パネルと呼ばれる薄い板状部品で構成されている。
電卓や時計の液晶は、あらかじめ「絵」の形に電極を配置して液晶に電圧を加える反射型の液晶が使用されることが多い。カラーの画像や映像を表示するものでは、格子状に配列したサブ画素 (Sub-pixel, sub-dot) を用いる。

### 表示原理
液晶パネルは、外光や、フロントライト、バックライト等の光源により発せられた光を部分的に遮ったり透過させたりすることによって表示を行う。一般的な透過型液晶パネルを例として表示原理を説明する。
偏光
光源となるバックライトからは360度多様な方向に振幅成分を有する光が放たれる。裏面の偏光フィルタ（偏光板）は、この光の内の特定の方向の振幅成分を持つ光（偏光）だけを通過させ、残りはヨウ素分子のような偏光素子に吸収される。最初の偏光フィルタを通過した光は、直線偏光となって液晶層に入射される。直線偏光の入射光は、液晶層を厚み方向に伝播しながら、液晶のもつ屈折率異方性（複屈折）に応じて偏光状態を変化させて行く。液晶層を通過した出射光の内の、表側の偏光フィルタが制限する特定方向の偏光成分の光だけが表示光として出射される。表示を変化させるためには、電圧を変化させて液晶配向を変化させる。液晶配向の変化に合わせて、液晶層をはさんでいる偏光フィルタ2枚を含めた全体の透過率が変化し、表示される明るさが変化する。偏光板が不要な液晶表示パネルも存在する
配向
液晶層の表裏には2枚の配向層を備える形式が多く、電圧を掛けない場合に液晶分子を特定方向に整列させる役割を担う。
電界
液晶配向を変化させるために電圧を掛け電界を作る。多くの形式では表裏の両面に平面電極を備えている。
このように液晶層を表裏2枚の配向層がはさみ、さらに2枚の偏光フィルタとその外側に電極が位置する。表側の偏光フィルタを透過する光が多い場合に表示が明るくなり、少ない場合には表示は暗くなる。
中間調
液晶パネルは単なる光シャッターとして動作しており、真っ黒や真っ白といったデジタル表示以外にアナログ的な中間の明るさを得るためには、電圧も中間の値を加えることで光の透過率を調節する。
交流印加
液晶パネル自身は直流の印加で動作できるが、電極側に正負電荷の偏りが生じて寿命が短くなってしまう。これを避けるために正と負の電圧を交互に掛ける交流を印加している。
こうして光学的なシャッターを実現し、このような微細なシャッター1つを1つのサブ画素とする多数のサブ画素によって望む画像を表示する。このシャッターは光の透過と遮断だけを行うので多様な色は、概ね3原色を備えた色フィルタで実現される。

### 表示モード
2枚の電極に挟まれた各画素での表示には偏光フィルムの配置方向に応じて、2種の表示モードが存在する。
- ノーマリー・ホワイト・モード（NWモード） - 電圧の無印加状態で明表示（白表示）となる。
- ノーマリー・ブラック・モード（NBモード） - 電圧の無印加状態で暗表示（黒表示）となる。

## 液晶パネルの構造

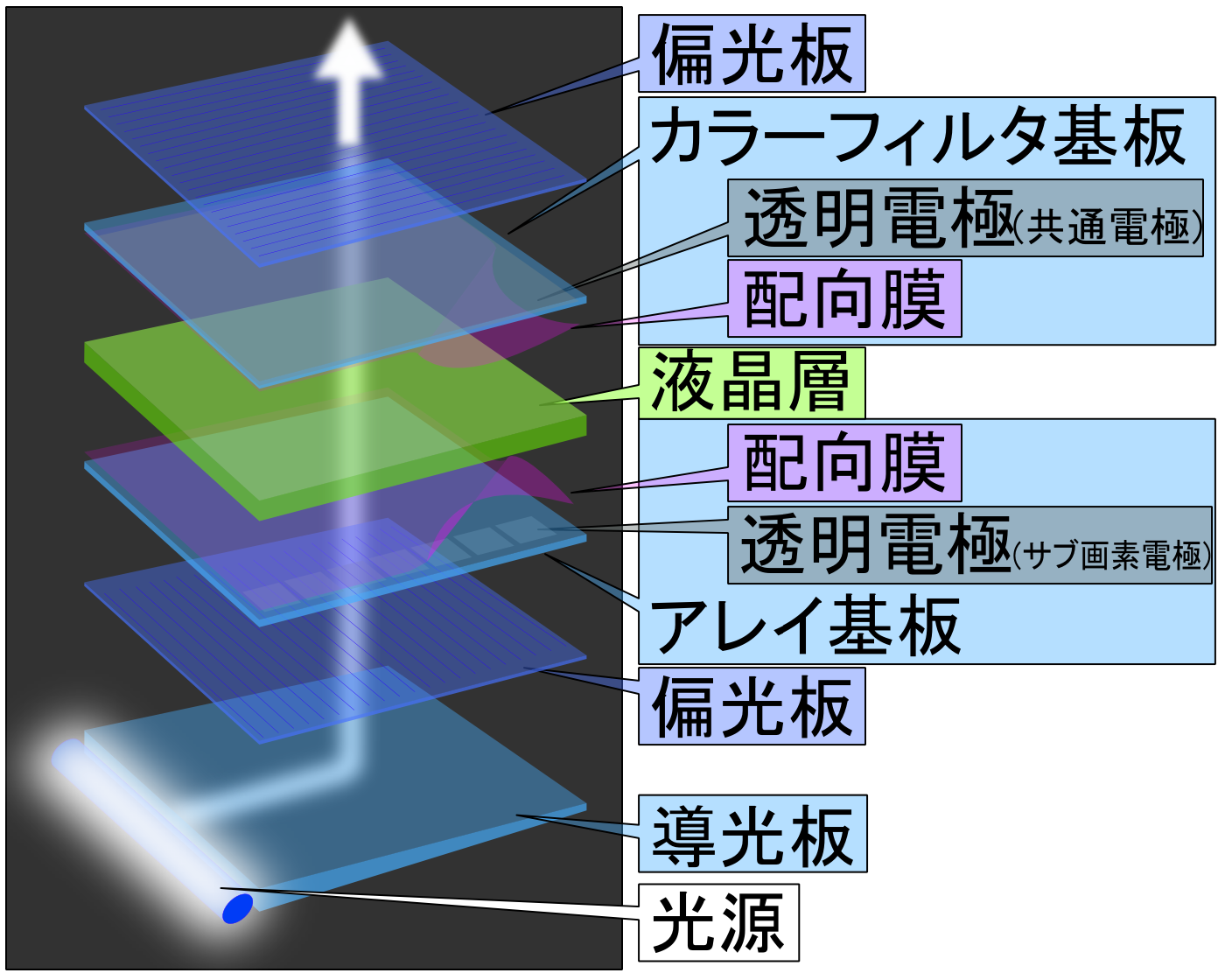
液晶パネルの構造概略
説明のために光源と導光板も加えたがこれらは通常、液晶パネルには含まれない。液晶層は厚みが誇張されているが、実際には3μm程と極めて薄い。

液晶パネルは、大きくは表裏2枚の基板とその間の液晶材料から構成される。
液晶パネル（表面より順に示す。カッコ内は厚みの例）
- 偏光フィルタ（0.2mm程度）
- カラーフィルタ基板（BMとカラーフィルタ、共通電極、場合によりスペーサ、0.65mm程度）
  - 配向膜
- 液晶層（液晶材料、場合によりスペーサ、3μm=0.003mm程度）
  - 配向膜
- アレイ基板（配線やTFT回路、サブ画素となる電極、0.65mm程度）
- 偏光フィルタ（0.2mm程度）

上記に加えて基板の周囲に「封止剤」が使われる。
液晶パネルは、油状の透明な液晶組成物（液晶材料）が2枚の透明な基板の間にサンドイッチされ、周囲が封止剤によってシールされていて、液晶材料が漏れ出すことなくまた液晶材料が清浄に保たれるようになっている。セルギャップという基板同士の間隔を一定に保つためのスペーサやギャップ材として、粒の大きさが揃ったプラスチック球が少しだけ液晶層に散布されていたり、カラーフィルタ基板に柱状のスペーサが作り込まれている。カラーフィルタ基板よりもアレイ基板の方が周囲の接続端子などの分だけ大きくなる。
2枚の基板は表側にカラーフィルタ基板、裏側にアレイ基板が配置される。アレイ基板は液晶側にTFTなどのアクティブ素子とサブ画素となる電極がアレイ（配列）状に作り込まれている。カラーフィルタ基板の液晶側には、ブラック・マトリックス (BM) やR（赤）、G（緑）、B（青）というカラーフィルタを配列し、さらに透明電極による共通電極またはコモン電極と呼ばれるものが基板全面に作られる。これらの基板は光をできるだけ無駄なく透過させるために、ガラス基板が用いられることが多い。耐衝撃性、フレキシブル性などの点からプラスチック基板を用いることもある。透明電極の材料としては、電気抵抗が低くパターン加工の容易なインジウムとスズの酸化物であるITO (Indium-tin-oxide) が広く用いられている。また、透明電極に印加される電圧は、アレイ基板ではTFTなどのアクティブ素子を通じて外部から印加されるが、外部からサブ画素までの配線として金属配線もアレイ基板の内面に配置されている。アレイ基板の端部には、配線電極の接続部が露出しており、ここに駆動回路が接続されて電気的に実装される。表裏2面の透明電極のそれぞれの内側には、ポリイミド材料の配向膜が配置されて、液晶材料を所望の配向状態になるようにしている。
液晶パネルでは、液晶を封入した表裏の透明基板のさらに外側に、1組の偏光フィルタ（偏光板、Polarizer）を設ける形式が主流である。透過型の液晶パネルでは、裏側の光源（バックライト）から出た光は、光源⇒偏光フィルタ⇒アレイ基板⇒サブ画素の透明電極⇒配向膜⇒液晶⇒配向膜⇒共通透明電極⇒カラーフィルタ基板⇒偏光フィルタ、という順に各要素を通過して観察者の目に届く。ごく安価な表示用途で使われる簡易な反射型の液晶パネルでは、散乱性の反射板を液晶パネルの背面（裏面）に配置してそれ自体には光源を設けず、周囲の光（外光）によって表示する。
アレイ基板からカラーフィルタ基板の共通電極へ接続するのはトランスファ (Transfer) と呼ばれ、またこの接続材はコモン転移材 (Common transfer material) と呼ばれ、一般に銀ペーストやカーボン・ペーストといった導電ペーストが使用される。
実際の製品ではこういった基本構造の他にも、視野角特性を改良するための光学フィルム（視野角補償フィルム）などが偏光フィルタとガラス基板との間に追加して挿入される場合がある。また、バックライトシステムの一部にも、視野角や輝度を向上させるための光学フィルム（輝度上昇フィルム）を用いる場合もある。

### カラーフィルタ
カラーフィルタは、サブ画素に対応させて、赤色 (R)・緑色 (G)・青色 (B) の光を透過させる着色層やブラック・マトリックス (BM) を基板上に配置し、保護膜で覆ったものである。この着色層は、液晶をはさむ2枚の基板の表側のカラーフィルタ基板に微細パターンで塗り付けられる「着色材」、又は「着色膜」であり、顔料系、又は染色料系のものが用いられる。BM層によって黒色表示時の光漏れと隣り合う着色材同士の混色を防ぎ、TFTへの光照射による光電流の発生も防止する。着色材の定着に感光材を用いるものは、着色材に混ぜられてそのまま定着する。0.1μm程の薄いBM層は金属クロムが多く、他にもカーボン、チタン、ニッケルの使用が試みられている。BM層の間には1.2μm程のBM層よりは厚みのある3色の着色層が一定のパターンで配置される。高精細の画面では着色層のパターンはストライプ配置が多いが、低精細度の画面ではデルタ配置が良好な画質の印象となる。

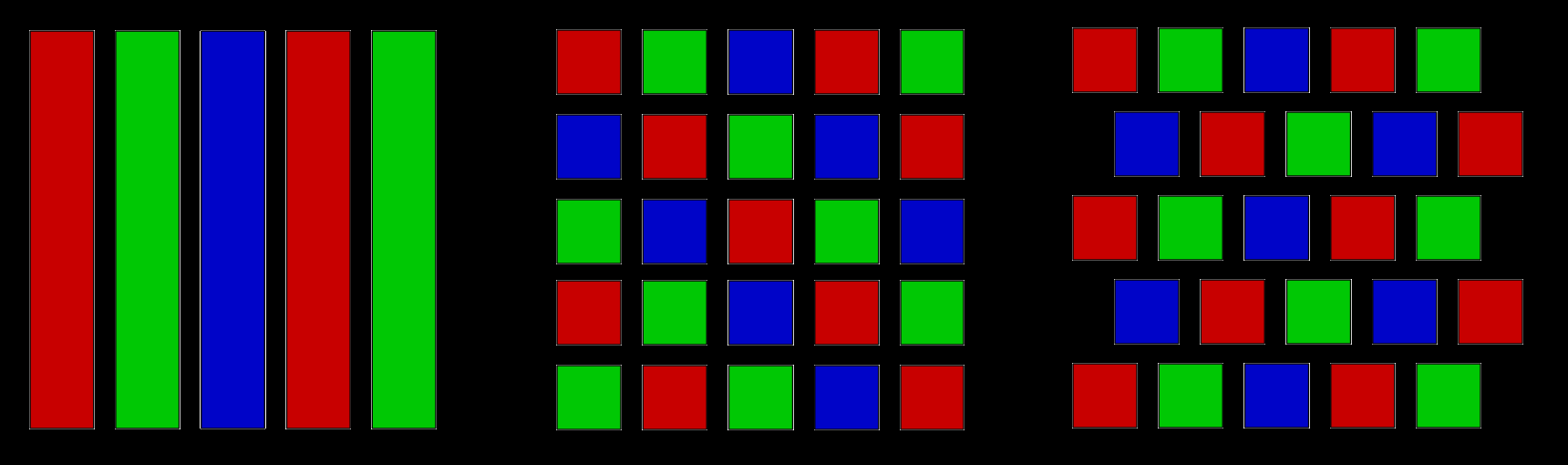
カラーフィルタの配列例
左からストライプ、ダイアゴナル（モザイク）、デルタ（トライアングル）と呼ばれる。カラーフィルタのない領域はBMで覆われ不要な光が遮蔽される。

カラーフィルタは色素の吸収を利用して各サブ画素の通過光をR、G、Bの3つの基本色にして、加法混合方式で混色を作り出すことで中間色を含むカラー表示が実現する。各サブ画素の印加電圧を制御して画素ごとの混色による発色が可能になり、透過光を遮ることで黒を表現する。これがカラー液晶パネルの仕組みである。
カラーフィルタには高色純度と高透過性、耐光性や耐熱性、耐薬品性、平滑性、加工寸法の精度が求められる。180℃で1時間といった配向膜の焼成工程や低抵抗性ITOの成膜工程等での高温に耐える必要がある。同じく配向膜やITOの加工中での溶剤や洗浄剤に対する耐性が求められる。突起などがあるとセルギャップが一定に保てず、表示品質が悪くなる。カラーフィルタだけでも光の70%程度が失われて主に熱となり、残る約30%だけが通過できる。

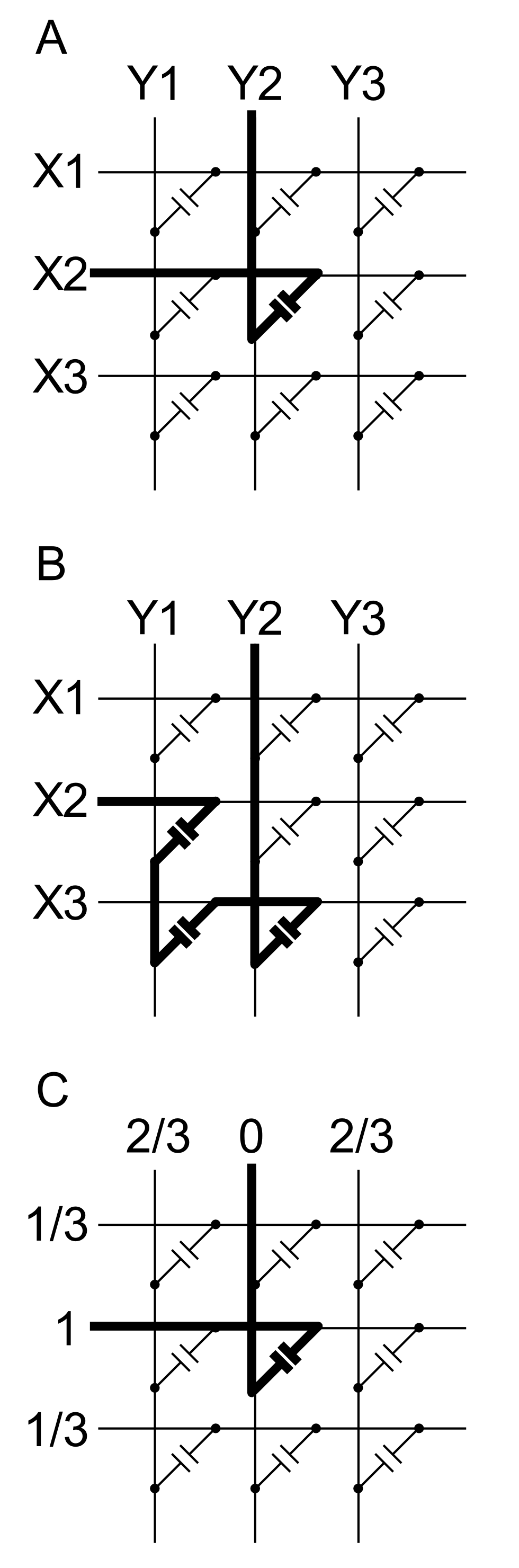
単純マトリクス駆動方式の等価回路
A.理想 B.クロストーク経路 C.電圧平均法
Aが理想的な単純マトリクスによる液晶電極の駆動であるが、実際はBのように「クロストーク」によって電圧が他の素子を経由してかかり、周辺の画素まで影響を受ける。図の例では1本の経由ルートだけを示したが、実際は周囲に多数のルートがありクロストークとなる。Cのようにクロストークによって漏れ出る電圧の影響を最小限にするために、非選択の画素には印加電圧のN分の1程度（Nは走査電極数）の電圧が加わるように工夫した「電圧平均法」が用いられる。

## 液晶パネルの基本的な駆動方式

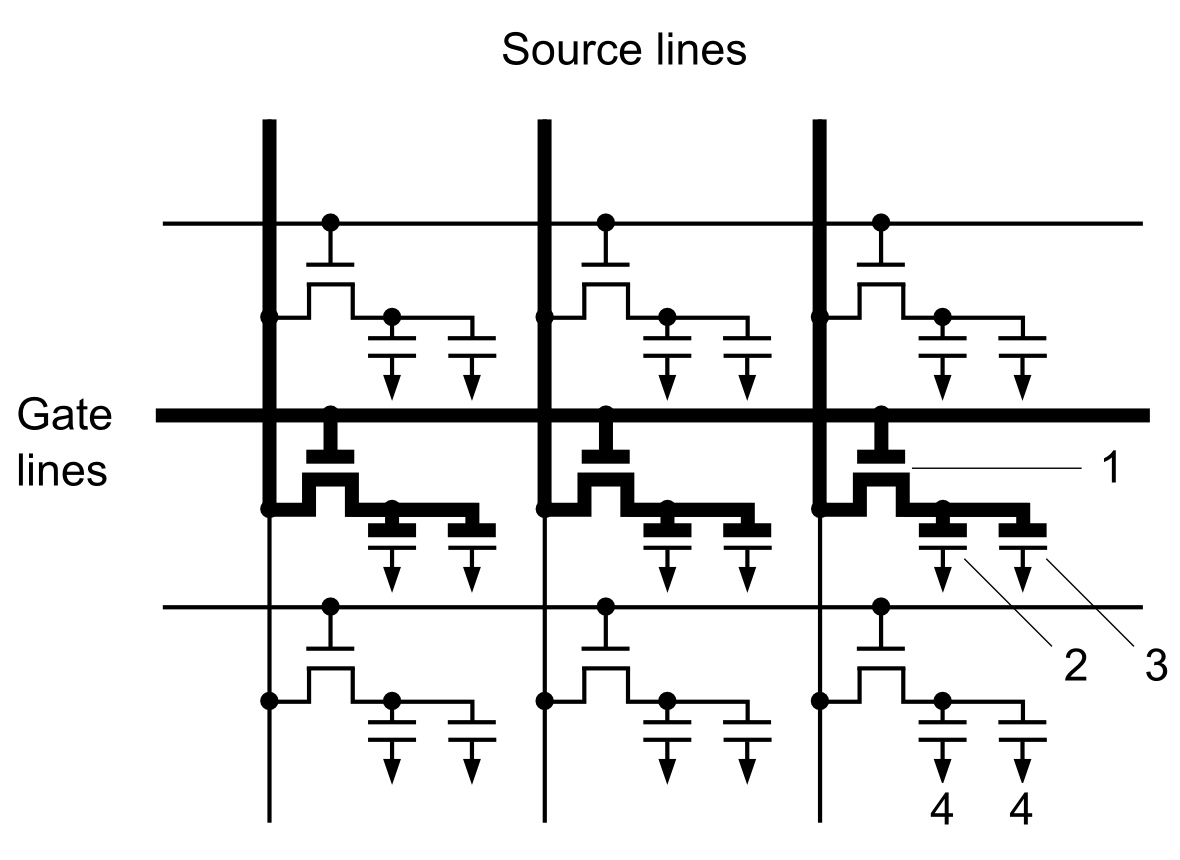
アクティブ・マトリクス駆動方式の等価回路
1.TFT 2.表示電極 3.コンデンサ 4.共通電極線へ
太線の部分が電圧が加えられている。
横方向に走るゲート電極線と縦方向に走るソース電極線の交点にTFTと呼ばれるFETが配置され、2本のバス線がFETのゲートとソースに接続されている。FETのドレイン側にはサブピクセルとなる液晶電極、そしてコンデンサ（キャパシタ）がつながれ、これら2つの容量性素子の反対側は共通電極（コモン電極）になっている。ゲート電極線に加えられた電圧によってそれに接続されている1列分すべてのFETが"ON"動作となることで、ソースとドレイン間に電流が流れ、そのときソース電極線に加えられている各々の電圧が液晶電極にかかり、コンデンサには電圧に応じた電荷が蓄積される。ゲート電極線は1列分の充電を終えると電圧の印加は次の列に移り、最初の1列分のFETはゲート電圧を失って"OFF"動作となる。最初の1列分の液晶電極はソース電極線からの電圧を失うが同時にコンデンサに蓄積された電荷によって次にゲート電極線が選択されるまでの1フレーム分の時間、必要な電圧をほとんど維持できる。コンデンサの共通電極線は隣接するサブ画素のゲート電極線で代替することがある。このようにTFTをスイッチとして使ったアクティブ・マトリクス駆動方式では、ゲート電極線によって同時に多数のFETへ電圧を加えることができるので、膨大な画素にも対応でき、コンデンサによって表示を維持できる。

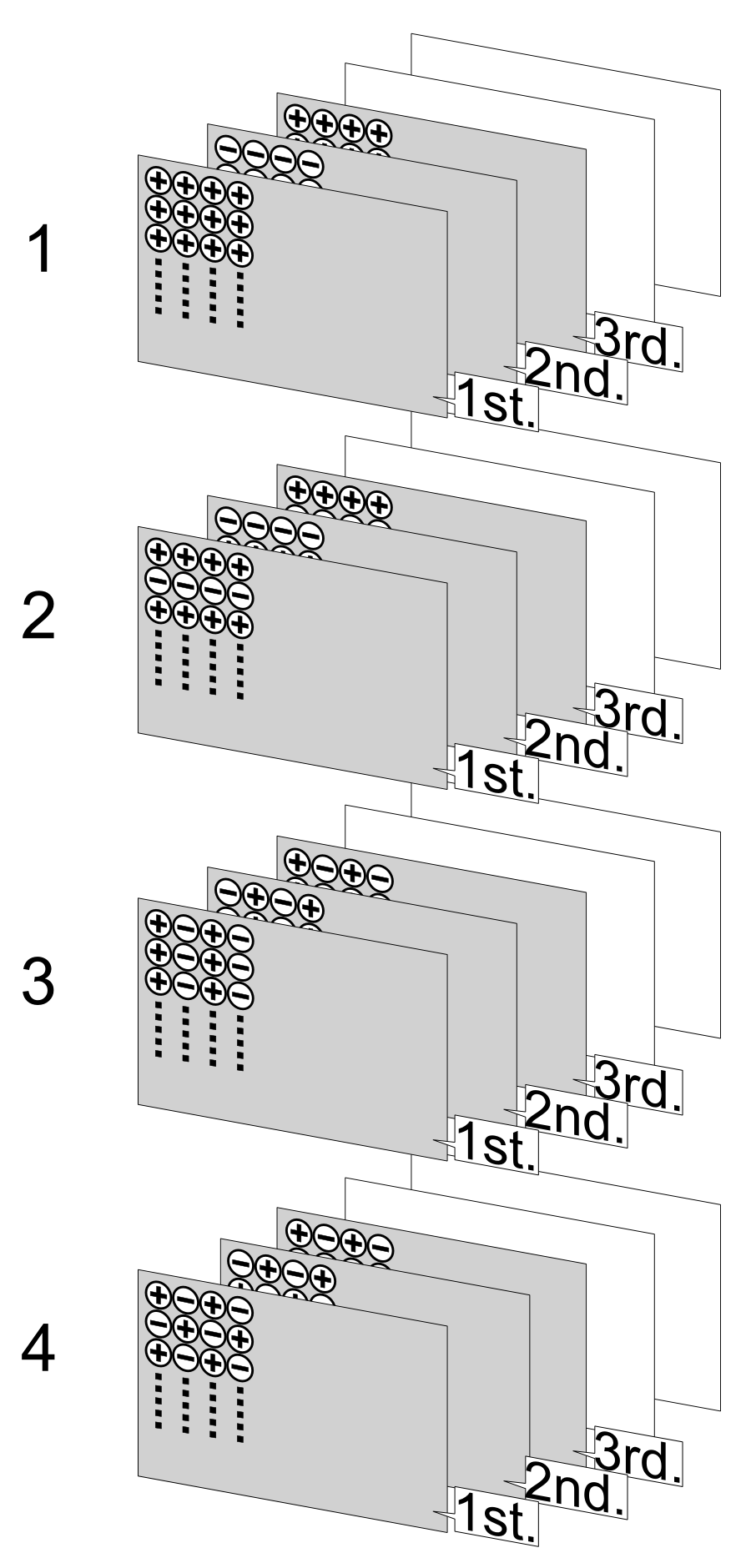
フレーム反転の4方式
1. フレーム反転駆動方式
2. 行ライン反転駆動方式
3. 列ライン反転駆動方式
4. ドット反転駆動方式

簡易な表示で済む電卓の表示部のようなものを除けば、多数のサブ画素を格子状に配列したドットマトリクスによる表示が液晶パネルの主流となっており、これによって変化に富んだ画像表示が行える。ドットマトリクス表示の多数のサブ画素ごとの電極に個別の配線を行うと、基板周縁部は配線で埋まり現実的ではなくなることから、縦横の2次元的な配線の交点でサブ画素の電極を制御するマトリクス配線方式が採られている。マトリクス配線では、基本的に液晶パネル外との配線数が縦線と横線の合計数で済む。
マトリクス配線で使用される2種類の信号線を以下に示す。
データ線
データ線はデータ信号線やX電極線とも呼ばれ、アクティブ・マトリクス駆動ではソース線とも呼ばれる。
アドレス線
アドレス線はアドレス信号線やY電極線とも呼ばれ、アクティブ・マトリクス駆動ではゲート線とも呼ばれる。
マトリクス配線には「単純マトリクス駆動方式」と「アクティブ・マトリクス駆動方式」がある。
単純マトリクス駆動方式
単純マトリクス (Simple Matrix) 駆動方式はパッシブ・マトリクス (Passive Matrix) 駆動方式（PM型）とも呼ばれ、X電極線とY電極線の交点の画素、またはサブ画素に電圧を印加し液晶を駆動する。単純マトリクス駆動方式では、液晶材料に270度まで旋回させる分子が選ばれたSTN (Super twisted nematic) がほとんど用いられる。XとYが非選択状態となると基本的には印加電圧は失われるため、画素が多数になるとその分だけ1つの画素に印加される時間は短くなるのであまり多数の画素は扱えない。1枚の画面、つまりフレームを表示する間の1つの画素、サブ画素に電圧を加える時間の比率をデューティ比と呼ぶ。XとYが同時に選択されていなくてもXとYのいずれかが選択されれば周辺の画素に無用の回路が出来て1/3程度の電圧が印加され、これはクロストークと呼ばれ、画面の滲みとなり、XとYにノイズが加わっても同様に無用な線が生じる。
アクティブ・マトリクス駆動方式
アクティブ・マトリクス (Active matrix) 駆動方式はAM型とも呼ばれ、単純マトリクスのXとYの電極線と蓄積コンデンサに加えてアクティブ素子が各画素ごとに設けられている。一般的にはこのアクティブ素子に薄膜トランジスタ (TFT) が使われる。ガラスやプラスチック製のアレイ基板上に作られたTFTがスイッチング動作することで、XとYが非選択状態では蓄積コンデンサに蓄えられた電荷を出来るだけ保持するように働く。XとYが同時に選択されなければTFTによるスイッチは"ON"とならず画素、またはサブ画素への印加電圧に変化は生じないため、XとYに少しのノイズが加わってもそれはその時選択されていた画素だけに影響して他の部分には影響しない。XとYが非選択状態になると蓄積コンデンサに蓄えられた電荷が電圧の印加を担ってゆっくりと減少してゆくために、次にXとYが選択されて電荷を加えられるまで時間が稼げる。このため比較的多数の画素、またはサブ画素を1つのXとYの配列内に持つことができる。
TFT等のアクティブ素子を用いる液晶パネルは、1990年代末頃から生産技術の発展とともに低価格化し、2000年代に入ると高品質の表示が必要なテレビ受像機やコンピュータ・モニタ、携帯電話の表示部として広く普及しており、STN型の単純マトリクスを使った液晶パネルは減少傾向にある。

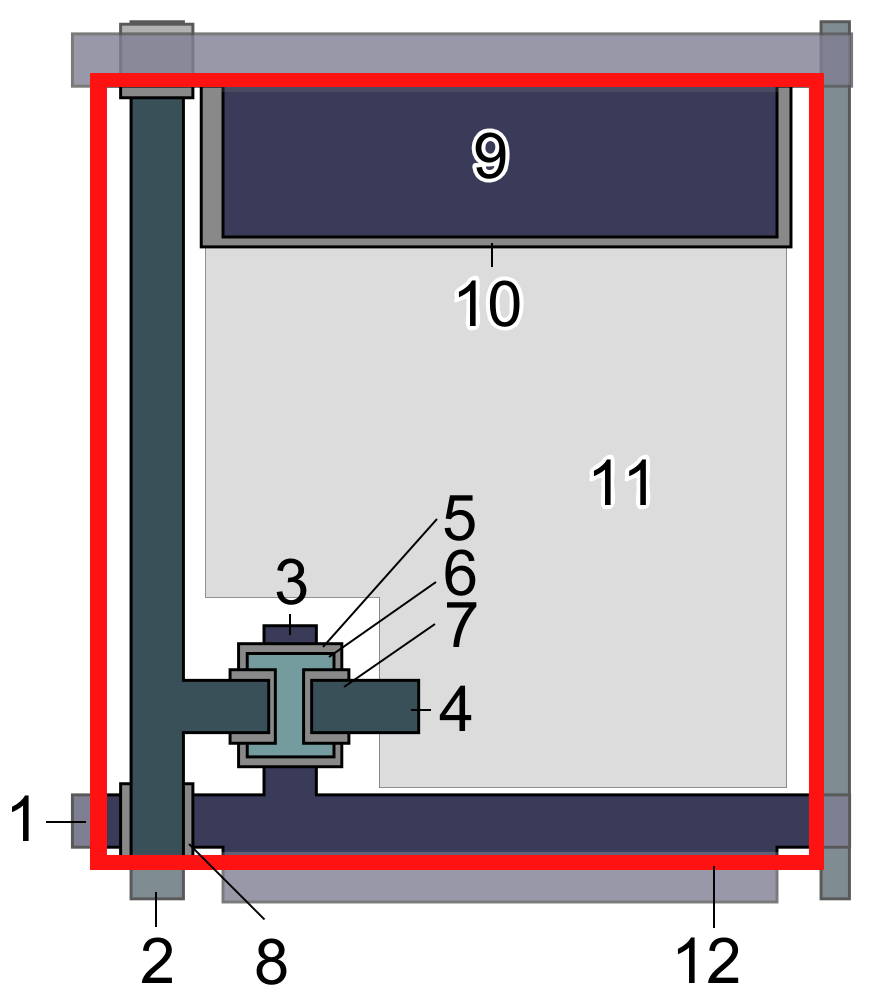
TFT画素の模式図（付加容量型）
1.ゲート電極線 2.ソース電極線 3.ゲート電極 4.ドレイン電極 5.絶縁膜 6.アモルファス・シリコン層 7.n+アモルファス・シリコン層 8.絶縁膜 9.蓄積電極（蓄積容量） 10.絶縁膜 11.表示電極 12.1つのサブセル
蓄積電極への配線を隣のゲート電極線と兼ねることで製造工程を簡略化した付加容量型を示したが、蓄積電極専用の配線を持った構造もある。図の例では正方形に近いが、3色のカラー表示の各サブセルは、通常は細長い。

TFTを構成する半導体の組成には、普及したアモルファス・シリコンと、開発が進んで実用化段階にあるポリ・シリコンがある。画面サイズの比較的小さな液晶パネルでは、開口率を上げるために絶縁膜を挟んで隣のゲート線上との間にコンデンサを作る「付加容量型」が多い。
アモルファス・シリコン
アモルファス・シリコンは、大型のガラス基板に対して容易に成膜ができることから、高い生産性を誇っている。電子移動度は0.5-1.0cm2/Vs 程度である。
ポリ・シリコン
ポリ・シリコン (poly-crystalline Si) は、多結晶シリコンのことであり、アモルファス・シリコンに比べると電子移動度が30-300cm2/Vs (LTPS) と単結晶シリコン (MOS-FET) の600-700cm2/Vs には及ばないが画素表示用途では十分な性能が得られる。このポリシリコンTFTにはさらに製造プロセスの温度差によって高温ポリシリコンと低温ポリシリコンがある。ポリシリコンによってガラス基板上に液晶を駆動するためのドライバー回路を作り込める利点がある。
高温ポリシリコン
高温ポリシリコン (High-temperature polycrystalline silicon, HTPS) は、1,000℃程度の高温に耐えられる石英ガラス基板上に成膜したアモルファス・シリコンを熱アニールして結晶化する（日本語ではポリシリコンだが、英語標記ではpolycrystallineになることに注意）。サファイヤ基板上にアモルファス・シリコンを結晶化させたものにSOS (Silicon On Sapphire) があり、プロジェクター等の液晶ライトバルブなど、比較的特殊なものに用いられている。
低温ポリシリコン
低温ポリシリコン (Low-temperature polycrystalline silicon, LTPS) は、安価な通常の無アルカリ・ガラス基板上に成膜したアモルファス・シリコンをレーザーアニール等による600℃以下の低温で多結晶化するものである。低温ポリシリコンは、結晶粒界によって電流が妨げられる割合が高いために高温ポリシリコンより電子移動度が低くなるが、それでもアモルファス・シリコンと比べれば数百倍のスイッチング動作が可能となり、特にCOG方式でのドライバ回路までガラス基板上に集積することで、接続点が少なくなるために信頼性が高まるが、額縁部分は少し広くなる。ただし、外部ICでは3.3-5Vでの駆動電圧なのに対して、低温ポリシリコンによる駆動回路では8-12V程度が必要となり、携帯機器が求める低消費電力化の点では逆行することになってしまう。HTPSより特性は劣るが安価なため、利用が進んでいる。
連続粒界シリコン
連続粒界シリコン (Continous grain silicon) は粒界を実質的になくすことで電子移動度を高めたもの（シャープと半導体エネルギー研究所が共同開発）。

## 液晶パネルの駆動技術
ここでは一般的なアクティブ・マトリクス駆動方式の中でも、実用とされている駆動技術の代表的なものについて説明する。液晶分子が移動・回転する速度は、一般的には印加された電圧の二乗に比例するため、高速で表示を変えるためには印加電圧を高くする必要がある。

### フレーム反転方式
液晶表示では直流駆動すると寿命が短くなるため、交流電圧を加えることで駆動する交流電圧駆動が行われている。この交流の印加方式にいくつか種類があるが、いずれもフレームごとに反転させる。
フレーム反転駆動方式
フレーム反転駆動方式は、フレームごとに全画面のサブ画素を一度に同じ極性で反転させる方式である。
行ライン反転駆動方式
行ライン反転駆動方式、又はHライン反転駆動方式は、フレームごとに行方向のサブ画素を互い違いに正極と負極を反転させる方式である。
列ライン反転駆動方式
列ライン反転駆動方式、又はVライン反転駆動方式は、フレームごとに列方向のサブ画素を互い違いに正極と負極を反転させる方式である。
ドット反転駆動方式
ドット反転駆動方式は、フレームごとに1つおきのサブ画素を互い違いに正極と負極を反転させる方式である。

### 分割駆動
画面が高精細となりサブ画素数が増えると動画表示のためにはXドライバの駆動周波数が100MHzを超えて一般的なICでは動作速度が満たせなくなる。このため、画面を例えば4分割するなどして駆動周波数を抑える工夫を行うのが普通であり、これを分割駆動 (Multiplexing drive) という。分割によってOLB (Outer Lead Bonding) による接続とデータドライバ / アドレスドライバ用ICは増えるが、高い周波数での設計は避けられる。例えば、3,200×2,400画素のQUXGAでは駆動周波数が575MHzとなって普通のICでは対応できなくなる。これを4画面にすれば約72MHzに低減できる。分割駆動では、XとYのドライバ（データドライバとアドレスドライバ）のICモジュールとそれらとの接続を増やすだけでなくタイミング・コントローラも対応しなければならない。画面を複数の領域に分けた分割駆動とすることで、一般的な半導体技術で作られた駆動ICを使用しながら画素数の増加を可能にした。

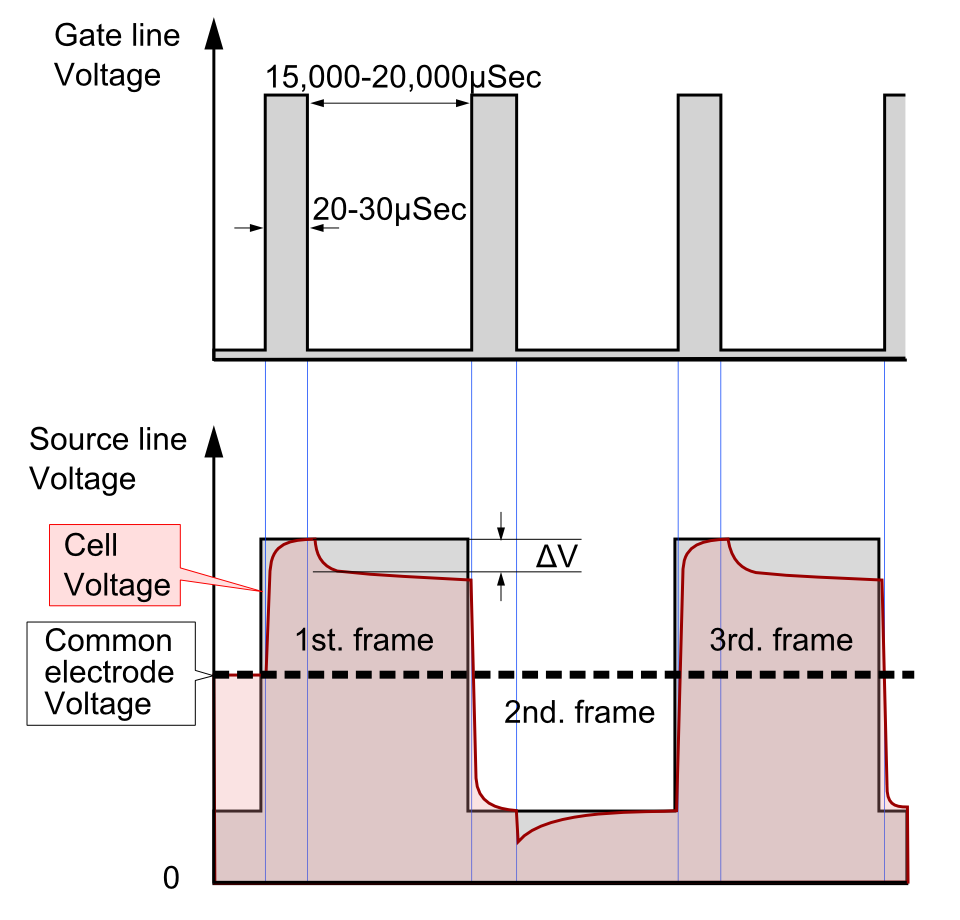
コモンDC方式
共通電極（コモン電極）には点線で示した一定のバイアス電圧が加えられているため、液晶層に加えられる電圧は、そのバイアス電圧を中心に上下に振れながらサブ画素ごとのソース電極の電圧振幅の半分になる。液晶電極の電圧を見れば、ゲート電圧が加わるとソース電極線からの電圧を受けてそれと同じ電圧になるが、ゲート電圧がなくなると同時にTFTのゲートとドレイン間の寄生容量によってΔVで表される電圧の低下（フィード・スルー電圧、突き抜け電圧）を受け、蓄積電荷の放出とともに電圧は緩やかに共通電極レベルに近づいてゆく。

### 共通電極の電位差
フレーム反転方式での液晶駆動では、カラーフィルタ基板側の透明電極である共通電極（コモン電極、対向電極）の電位の掛け方の違いで2方式に分けられる。
コモンDC方式
コモンDC方式では共通電極の電圧は一定で、液晶への電圧印加はアレイ基板側のサブ画素の個別の電極だけで行われる。フレーム反転の度に正電位と負電位を反転させるには、共通電極の電圧が一定のままであるために、例えば+5Vから-5Vまでの10Vの振幅が駆動回路に求められる。

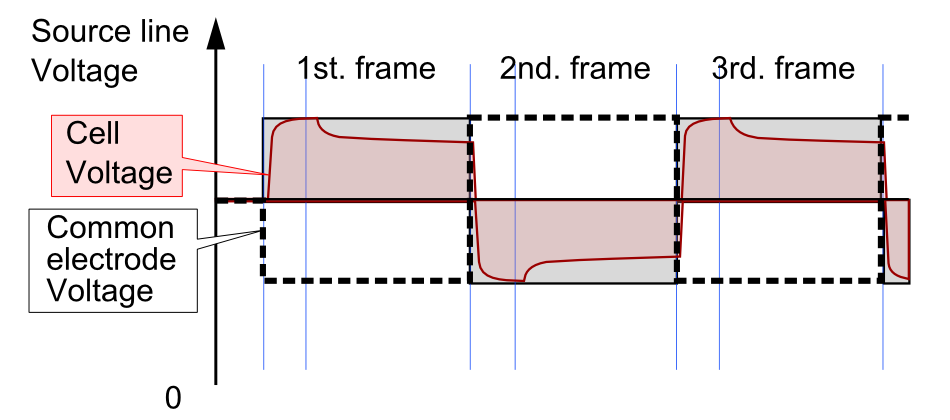
コモン反転方式
毎フレームごとに共通電極へのバイアス電圧を逆転し印加することで、コモンDC方式で求められるドライバ回路の振幅を半分にする方式である。ただし、列ライン反転駆動方式とドット反転駆動方式では、カラーフィルタ基板側の共通電極を分割する必要があるので、コモン反転法は基本的にフレーム反転駆動方式か行ライン反転駆動方式に限定される。駆動回路への要求が下げられるので、ほとんどはコモン反転方式が採用されるが、フレーム反転駆動方式ではフリッカが生じやすくなり、行ライン反転駆動方式ではクロストークなどが生じやすくなる。

### 階調表現方法
電圧階調法
QVGA程度までの解像度の低い画面には、アナログ方式の電圧階調法によって必要な階調のすべてが表現できる。画素数が増えると表示するための画像信号の周波数が高くなるため必要とされるすべての階調を作り出せず、ドライバIC内の回路では3ビット8階調から4ビット16階調、6ビット256階調といった出力レベル数だけを出力して、これで不足する用途にはフレームレート階調法で補うようにしている。
フレームレート階調法
フレームレート階調法 (Frame Rate Control, FRC) では、同一画素（サブ画素）を2-3フレームを1組として明るさをフレームごとに制御することで、人の感覚では中間の明るさとして感じることを利用している。例えば50%と60%の明るさの2つのフレームを連続的に見れば残像効果により55%程の明るさに見える。ただし、フレームごとで明るさを変ると人の目で見て画素の明度変化が分かるフリッカの原因にもなるため、フレーム周期を毎秒180回に高めるなどの工夫が求められる。この方式は安い液晶で採用されていて、人によっては目の疲れや頭痛の原因になる。

### ブラック挿入法
動きの激しい動画表示では、移動する物体の輪郭部が不鮮明に見えることがある。これは液晶画素が印加電圧を一定に保つホールド型駆動で構成されているために起こるが、これを避けるために、1つのフレーム内で画面を一度、全面真っ暗にすることで印加電圧をフレームごとに独立にするインパルス型駆動にする方法を採る。これがブラック挿入法である。液晶の表示時間は短くなり高い応答速度も求められ駆動データも高速化が必要だが、動くものの表示が鮮明にできる。

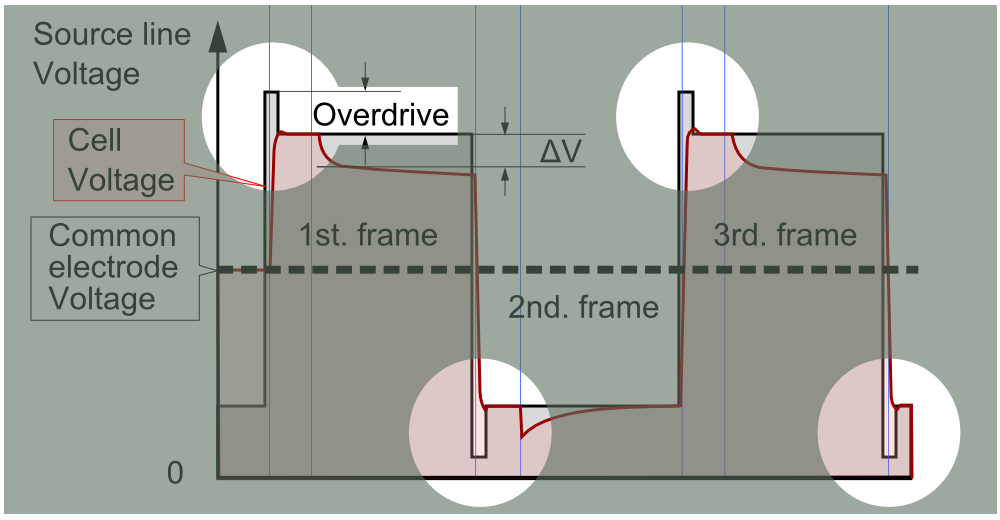
オーバードライブでの印加電圧

### オーバードライブ
画素の明暗が急速に変化する場合に、液晶分子の動きが遅いために追従できないことがある。この場合に印加電圧を変化初期の短時間だけ10-20%程度大きめや小さめのプリエンファシス信号として与えることで液晶分子を早く駆動することができる。液晶の反応速度は印加電圧の2乗に反比例するので波形の立ち上がりと立下りだけ電圧を振ることで早い応答が得られる。

### バックライト点滅法
ブラック挿入法と同様に動く物体の表示を鮮明にするために、走査のタイミングを合わせてバックライトを消灯する。

### 倍速駆動
倍速駆動や120Hz駆動と呼ばれる液晶パネルの駆動方式では、ほとんどの場合、毎秒60枚のフレームを表示していたものを120枚表示することを指す。表示枚数を増やすことによって激しい動きを伴う動画での残像感を小さくしようというものである。1秒間に60枚あった元の画像の間に、前後の画像情報から中間の画像を作り出して合わせて120枚にされる。4倍速の製品も登場している。

### ショートリング
ショートリング (Short ring) は静電気破壊からパネルを保護する回路技術である。アレイ基板とカラーフィルタ基板はそのままでは大きなコンデンサとして働いて、人体などの静電気を蓄えて内部回路のTFT素子をショートさせる恐れがある。これを防ぐために、データ信号/アドレス信号の接続パッドごとに薄膜トランジスタ相当を抵抗として接続して、もう一方を共通接続する。このような抵抗を「作りこみ抵抗」や「負荷抵抗」と呼ぶ。

## 液晶パネルの種類（単純マトリクス駆動）
単純マトリクス駆動による液晶パネルには、以下の方式がある。

### TN型
TN型（Twisted Nematic型、ねじれネマティック型）は初期に量産された最も基本的であり、2010年現在でも主流の表示方式である。
この方式では、電圧が無印加の状態でネマティック液晶と呼ばれる液晶分子の配向を90度ねじれるように配列している。表裏2枚の基板間で90度ねじれるように、各基板表面の配向膜に配向処理が施される。このねじれによって液晶を通過する光の偏光成分がほぼ90度回転する。これは旋光と呼ばれる現象である。また、正しく電圧が印加されると、分極している液晶分子は電界方向、つまり画面に垂直方向に揃って並び、光は偏光変換を受けずに液晶層を通過するため、光源側の偏光フィルムを透過した光の偏光状態がそのまま保たれて逆側の偏光フィルムにそのまま届くようになる。
偏光板の方向
偏光板の配置方向には、NWモード (Normally White Mode) とNBモード (Normally Black Mode) の2つがある。NWモードでは入射側と射出側の偏光板の透過軸方向同士が互いに直交するように置かれ、この表裏2枚の偏光板の配置は「クロスニコル」 (Crossed nicols) と呼ばれる。NBモードでは互いに平行になるように設定され、この表裏2枚の偏光板の配置は「パラレルニコル」 (Paralleled nicols) と呼ばれる。
NWモードはTN型では多くが、特にTFT方式などではほぼ全数がNWモードが用いられる。これは黒表示での光の漏れが少なくコントラスト比が大きくでき、黒に近い表示で着色が生じず、セルギャップ（液晶層の厚み）に対する製造マージンが広く安定した品質の生産が可能であること、パラレルニコルの偏光フィルム配置は生産性が良いこと、などによる。TN型のNBモードは、NWモードに比べた場合の視野角の広さからTFT方式への応用が検討された時期もあるが、上述のNWモードの利点の裏返しの欠点があり一般化するにいたっていない。

### STN型
STN (Super Twisted Nematic) 型は、単純マトリクス駆動方式での代表的な形式であり、現在でも比較的簡易な表示装置では使用されている。TN型が無印加時において液晶分子の並びのねじれ角が、両面の基板の間で90度であるのに対し、STN型では、180-270度となるように作製される。これにより印加電圧の僅かな差によって大きな配向変化を実現し、TN型では難しいハイデューティでの単純マトリクス駆動を可能にする。このため、TFT等のアクティブ素子を用いずに画素数の多い表示が可能となっている。TN型と同様にNBモードとNWモードがあり、NBモードでは黒と黄色、NWモードでは白と青の表示になる。初期のSTN型では光の波長によって明暗が一致せず、着色が避けられなかったため、いくつかの派生型が開発された。
STN型の派生型には以下のものがある。
DSTN型
DSTN (Double STN) 型は、ねじれが逆向きの2枚のSTN液晶を表裏に張り合わせることによって、旋光に伴う着色を相殺し、白黒表示を実現する。ただし、二枚の液晶セルを重ねることから、コスト高や表示が暗くなるなど問題点もある。後述するFSTNが開発されたため、ほとんど採用されることはない。類似の名称で、Dual scan STNと呼ばれるものが、パソコン雑誌などでDSTNと表記されていたことがあるので注意が必要である。このDual scan STNは、単純マトリックスの列電極を画面の上下で分割し行電極の選択時間を確保したものであるため、Double STNとは別個の技術である。
FSTN型
FSTN (Film-compensated STN) 型は、光学的補償を行う高分子フィルム（補償フィルム）を貼ることで画面の着色を減らしたものである。
光学補償フィルムを液晶パネルの上下に挟むものをTSTNと呼ぶ事もある。

## 液晶パネルの種類（アクティブ・マトリクス駆動）

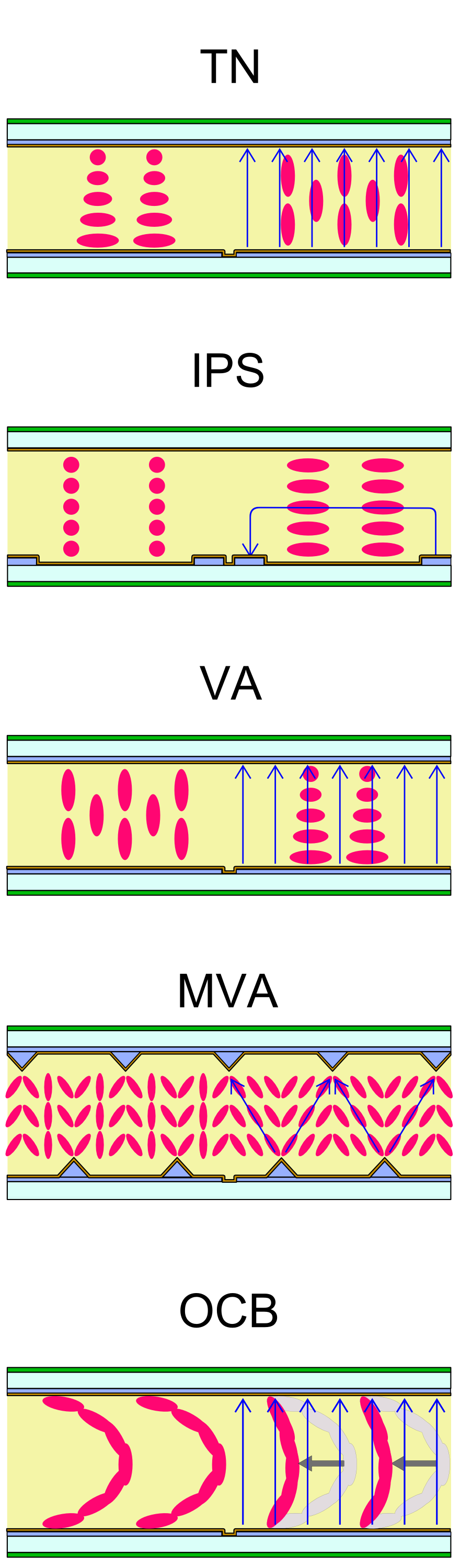
液晶パネルの代表的な5方式
左が印加電圧の無い状態
右が印加電圧のある状態
（液晶層全体を薄黄色で示したが、この部分は液晶分子を主成分とする溶液で満たされている。長円は液晶分子を横から見た姿であり、丸い円は液晶分子を長軸方向から見た姿である。）

アクティブ・マトリクス駆動による液晶パネルには、以下の方式がある。

### TN型
単純マトリクス駆動と同様に、アクティブ・マトリクス駆動と組み合わせても多く利用されている。生産技術が確立され比較的安価である。また、特別な工夫をしなくても高い開口率が得られるため表示が明るくなり、同じ表示輝度であればバックライトの消費電力を削減できる。応答速度も8-15ms程度とそれほど遅くはない。短所は、視野角が狭く色度変位が大きい。画質よりコストや低消費電力を重視する用途に用いられる。2000年代頃までは廉価なノートパソコン向けであったが、2010年頃からは画質も向上し、ほとんどのノートパソコンでTN型となっている。また、視野角の狭さが簡易なプライバシーフィルターの効果を持つことから、上位機種でも積極的に採用するメーカーもある。

### IPS型
IPS型（In-Plane Switching型、インプレイン・スイッチング型）では、電極は一方の基板の面内方向に配置している。電圧を無印加の状態では液晶分子はねじれずに基板面に対して一定の水平方向を向いている。電圧の印加時には電界が面内方向に掛かるたて液晶分子が90度水平に回って電極に沿って並ぶ。無印加と印加で液晶分子が面内方向で90度回ることで、2枚の偏光フィルムとの間で透過、遮蔽を作り出す。液晶分子同士が並んだままで回転できるため反応が速く、特に中間調の応答が良い。見る角度にあまり影響されず視野角が広いという特徴がある。回転は、電極をくし型に配置することで実現されるため、半導体技術を用いるアクティブ・マトリクス駆動でのみ用いられる。液晶配向が基板に対して垂直方向に立ち上がることがないため、視野角が広い。視野角特性が良好なためTV用途で多く用いられるが、反面、開口率を上げにくく表示が暗くなり易い、正面表示でのコントラストを高めにくいといった課題もある。
偏光板の方向
TN型のNWモードの場合の偏光フィルムのクロスニコル配置がIPS型ではNBモードに用いられており、TN型のNWモードの利点がIPS型ではNBモードの利点にほぼ対応し、IPS型では多くがNBモードで用いられる。NW、NBという名称が電圧と表示との関係のみを表す名称であるため、注意が必要である。

### VA型
VA型（Vertical Alignment型、 垂直配向型）では、負の誘電率異方性を持った液晶分子と垂直配向膜との組み合せで、無印加時には液晶分子が画面に対して垂直になり、印加時には液晶分子が画面に対して水平な配置となる。見る角度にかかわらず比較的良好な視野角と高いコントラストが得られる。8-15ms程度の応答速度になる。
偏光板の方向
TN型のNWモードの場合の偏光フィルムのクロスニコル配置がVA型ではNBモードに用いられており、TN型のNWモードの利点がVA型ではNBモードの利点にほぼ対応する。このため、VA型ではNBモードが用いられる。
MVA型
VA型の派生型として、さらに視野角を広げるために画面の区画ごとに配向を変える「分割配向」を用いたMVA (Multi-domain Vertical Alignment) 型がある。MVA型では1つの画素やサブ画素内で異なる配向の領域を複数持つマルチドメイン方式とすることで視野角を広げている。マルチドメインは透明電極の上に「リブ」と呼ばれる微小な樹脂製の突起物を間隔をあけて構築することで実現される。TV用ディスプレイの用途で多く用いられている。

### OCB型
OCB (Optically Compensated Bend, Optically Compensated Birefringence) 型は、無電界時には液晶が弓状に配列し、電圧印加時にはほぼ直線状に並ぶ。弓状から直線状に変化することで発生する液晶の流れと液晶分子の配向の変化が互いを阻害することがなく配向の変化が液晶の流れを加速するように働くため3-8msといった高速応答性を持つ。光学補償フィルムを必要とする。視野角も広く、-20℃といった低温環境でも応答性がそれほど損なわれないがまだコストに課題があり、放送機器用や車載用での採用が多く、大画面は存在しない。

## 材料

### 液晶材料

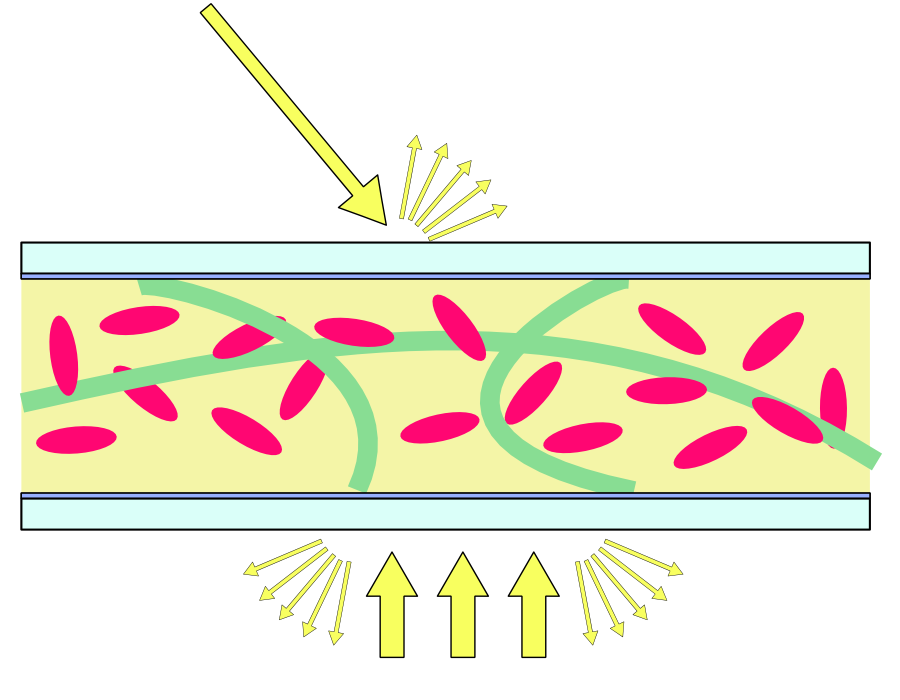
ポリマーネットワーク型液晶
（電界が無い状態）
光は透過できず散乱される。

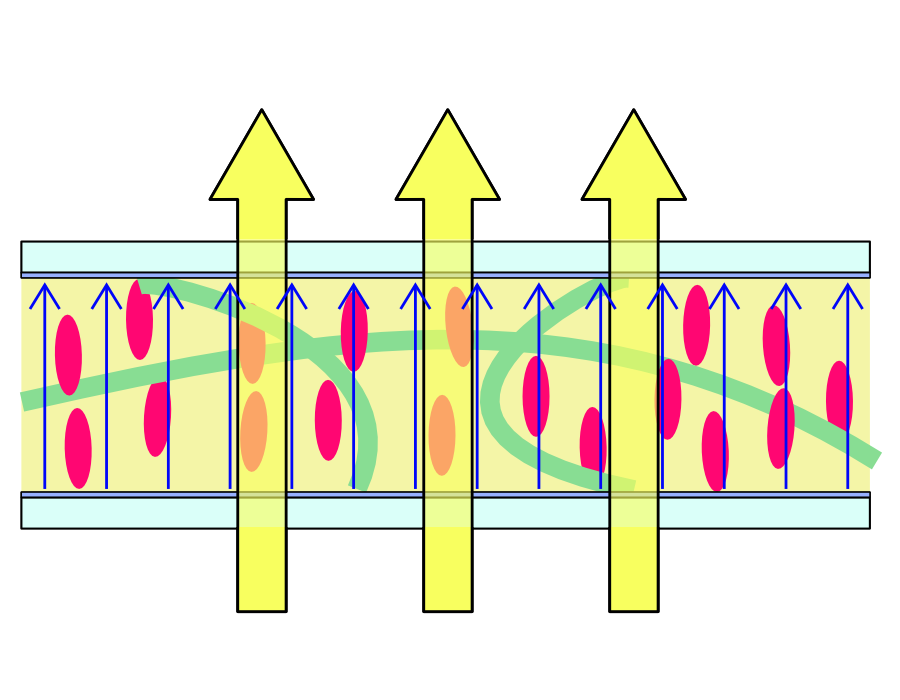
ポリマーネットワーク型液晶
（電界がある状態）
光が透過できる。

液晶分子は直径が0.4nm、長さが2nm程度の細長い有機分子である。
ネマティック液晶
液晶パネルに使用されている液晶は、ほとんどがネマティック液晶である。ネマティック液晶は配向方向、つまり分子1つ1つの向きは秩序だった動きをするが、各々の位置は無秩序になっている。一般に長軸方向と誘電的性質および光学的性質とが密接に関連している。液晶パネルにおいては、誘電的性質が配向方向と電圧との組み合わせから決まる駆動動作に積極的に利用され、光学的性質が配向方向と偏光フィルムとの組み合わせから決まる表示動作に利用される。
上述の誘電的性質に関連して、通常液晶パネルに用いられる棒状分子からなるネマティック液晶を誘電率によって分類すれば、長軸方向に大きく長軸に垂直な方向に小さい場合のポジ型液晶と、長軸方向に小さく、長軸に垂直な方向に大きい場合のネガ型液晶がある。ポジ型液晶は、TN型やIPS型に用いられ、ネガ型液晶はVA型に用いられる。光学的性質については、ポジ型およびネガ型のいずれにおいても、屈折率が長軸方向の光電場に対して大きく、長軸に垂直な方向の光電場に対しては小さい複屈折性を有している。
このような誘電的性質と光学的性質とを組み合わせて適切な表示を実現するために、液晶パネルでは、ガラス等の基板に適当な電極を設け、液晶材料の配向方向をその電極間に与えた電圧によって制御し、各電圧での配向方向と屈折率の関係から所望の表示を得る。
強誘電性液晶・ブルー相液晶
液晶パネルに用いられる液晶材料としては他には強誘電性液晶やブルー相液晶などがある。どちらもネマティック液晶と比較して高速な応答を実現することができ、特に、ブルー相液晶は応答速度が10-100μsと速く、暗状態に視野角依存性が原理的に無い。そのため配向膜やラビングなどの配向処理や視野角補償のための光学フィルムが不要なためパネルを薄く安く作れる。近年になって非常に狭かった温度域を広げる技術が登場し、実用化が期待される。
ポリマーネットワーク型液晶
ポリマーネットワーク型液晶 (PNLC, polymer network liquid crystal) は散乱液晶の一種であり、電圧が無印加の状態では液晶層内部の網目状の高分子繊維に沿って液晶分子が不規則に並び、表示が不透明となるが、電圧が印加された状態では液晶分子が表示面に対して垂直に整列するので、表示が透明になる。偏光を利用しないので偏光フィルタが不要である。他の一般的な反射型液晶パネルが11%程度の反射率なのに対して50%と高く、これは実用化されている電気泳動式の電子ペーパーの40%よりも高い。窓ガラスに張り合わせた調光シャッターやプロジェクター投影用スクリーンとして採用されている。

### マザーガラス
マザーガラスはマザーガラス基板とも呼ばれ、アレイ基板やカラーフィルタ基板の元となる素材である。これらの基板上に成膜するプロセスでは生産性向上のためにマザーガラスを切らずにそのままの大きさで製造工程を進め、終わりに近い工程で各基板ごとの大きさに切断してゆく。マザーガラスは以後の工程で障害とならないように、反り、塵、汚れ、傷、泡、欠けがないように求められる。
1枚のマザーガラスから取れる基板数は「面取り数」と呼ばれ、面取り数を増やすためにマザーガラスは拡大されてきた。マザーガラスの大きさとその月間や年間の処理可能枚数で、液晶ディスプレイ工場の生産能力が表現される。
|          | 稼動開始   | 1枚のパネルの大きさ （表示面対角長：インチ） | 10.4 | 12.1 | 14.1 | 15   | 17   | 20   | 23   | 28   | 32   | 37   | 42   | 50   | 60   |
| -------- | ---------- | -------------------------------------------- | ---- | ---- | ---- | ---- | ---- | ---- | ---- | ---- | ---- | ---- | ---- | ---- | ---- |
| 第1世代  | 1991年     | 300×350mm - 320×400mm                        | 不明 | 不明 | 不明 | 不明 | 不明 | 不明 | 不明 | 不明 | 不明 | 不明 | 不明 | 不明 | 不明 |
| 第2世代  | 1994年     | 360×465mm - 410×520mm                        | 不明 | 不明 | 不明 | 不明 | 不明 | 不明 | 不明 | 不明 | 不明 | 不明 | 不明 | 不明 | 不明 |
| 第3世代  | 1996年     | 550×650mm                                    | 6    | 6    | 4    | 4    | 2    |      |      |      |      |      |      |      |      |
| 第3世代  | 1996年     | 600×720mm                                    | 9    | 6    | 6    | 4    | 4    | 2    |      |      |      |      |      |      |      |
| 第3世代  | 1996年     | 650×830mm                                    | 9    | 9    | 6    | 6    | 4    | 4    | 2    |      |      |      |      |      |      |
| 第4世代  | 2000年     | 680×880mm                                    | 9    | 9    | 6    | 6    | 4    | 4    | 2    |      |      |      |      |      |      |
| 第4世代  | 2000年     | 730×920mm                                    | 12   | 9    | 9    | 6    | 6    | 4    | 2    |      |      |      |      |      |      |
| 第5世代  | 2002年     | 1000×1200mm                                  |      | 16   | 15   | 12   | 9    | 6    | 6    | 3    | 2    | 2    | 2    |      |      |
| 第5世代  | 2002年     | 1300×1500mm                                  |      |      |      |      | 20   | 12   | 8    | 8    | 6    | 3    | 2    | 2    | 2    |
| 第6世代  | 2004年     | 1500×1800mm                                  |      |      |      |      |      |      | 12   | 8    | 8    | 6    | 3    | 2    | 2    |
| 第7世代  | 2005年     | 1870×2200mm                                  |      |      |      |      |      |      | 20   | 15   | 12   | 8    | 6    | 3    | 2    |
| 第8世代  | 2006年     | 2160×2460mm                                  |      |      |      |      |      |      | 24   | 15   | 15   | 8    | 8    | 6    | 3    |
| 第9世代  | 2007年     | 2400×2800mm                                  |      |      |      |      |      |      |      |      |      | 8    | 8    | 6    | 3    |
| 第10世代 | 2009年10月 | 2,880×3,130mm                                |      |      |      |      |      |      |      |      |      |      | 12   | 8    | 6    |

マザーガラスは、主にその表面に構築される電極や回路の処理工程の最高温度によって使用できる種類が限定される。STN型のような単純マトリックス駆動では低価格のソーダガラスが使用できるが、TFT型のようなアクティブ・マトリックス駆動では高温処理が求められるため、高温ポリシリコン処理での1,000℃以上に耐えられる高価な石英ガラスや低温ポリシリコンでの600℃弱まで耐える無アルカリガラスが使用される。
ガラス厚も薄くなっており、カラーTFT液晶ディスプレイの開発当初は1.1mmであったものが0.7mmになり、特にノートパソコン用などでは0.63mmから0.6mmとなり、携帯電話用では0.4mmの製品が出ている。

### 配向膜

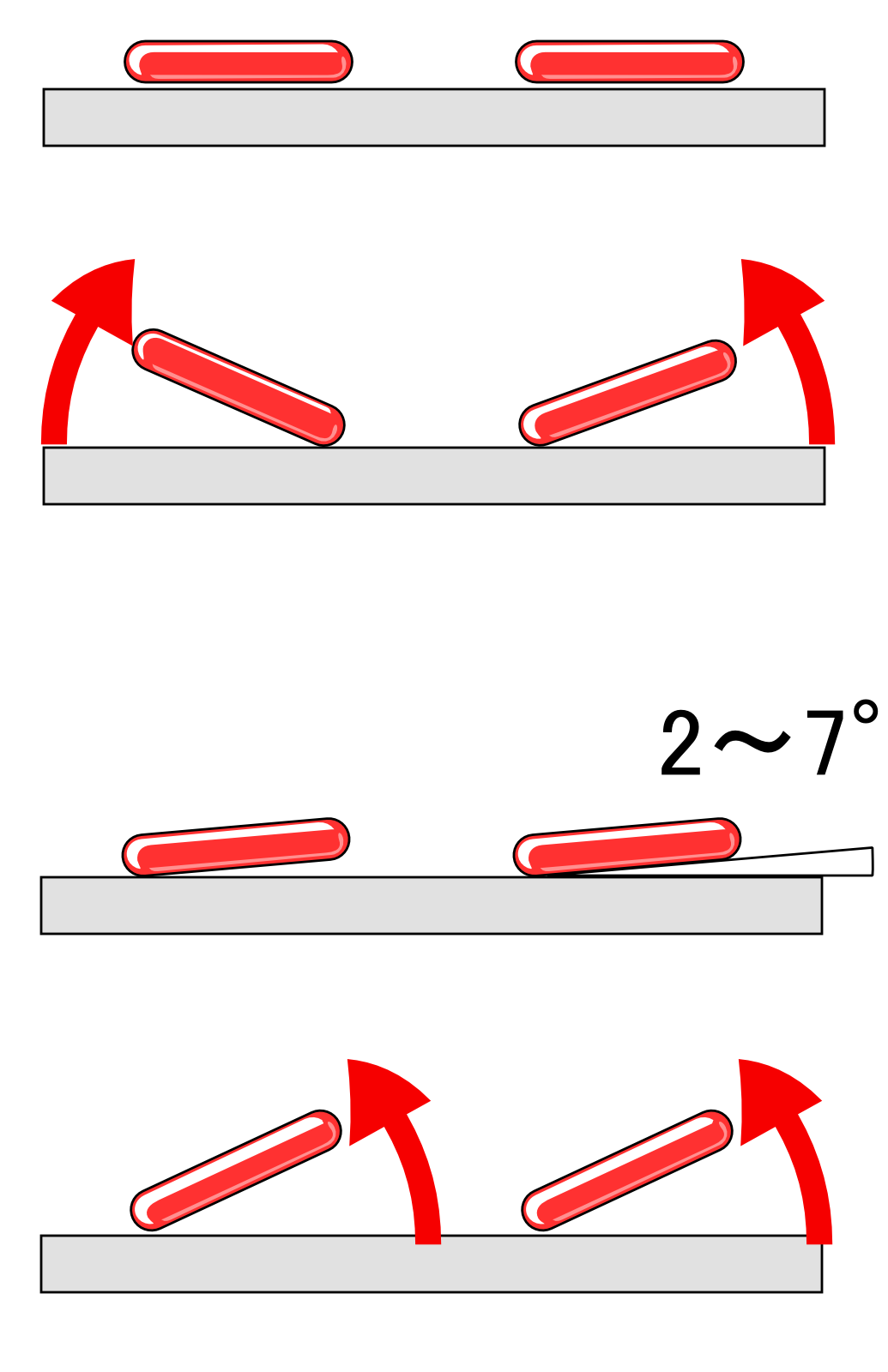
プレティルト角
プレティルト角が非常に小さいと配向膜の上で同じ方向に立ち上がるようには液晶分子が配列しないため、電圧が印加されたとき予定した方向に立ち上がらないようになる。下図のようにプレティルト角が大きいと同じ向きに立ち上がる。

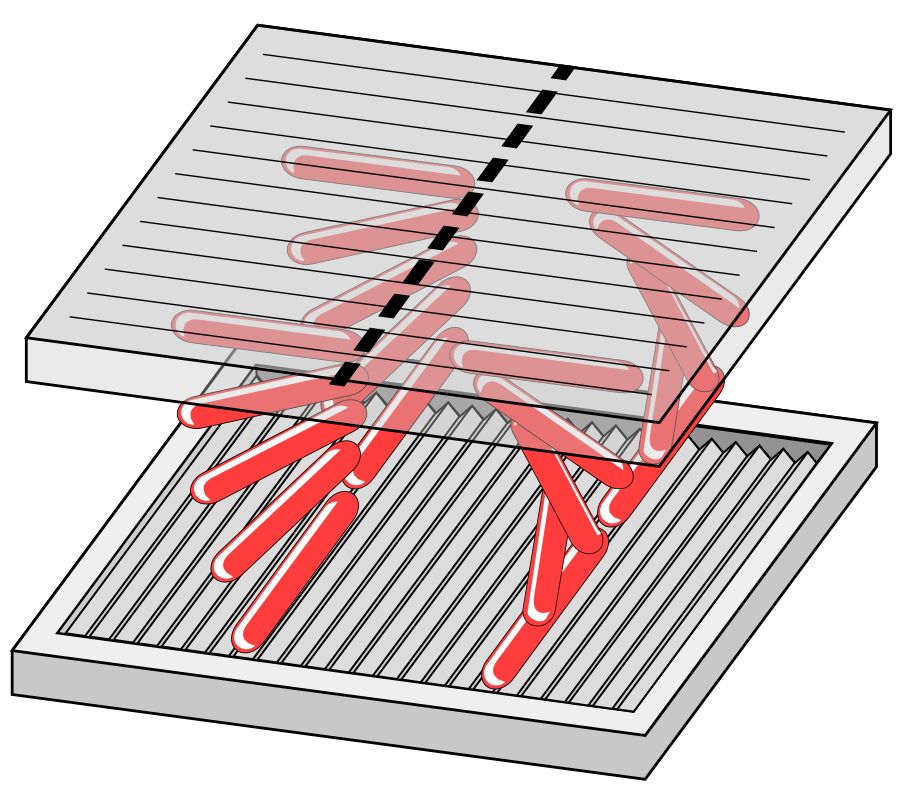
ディスクリネーション線
視野角を広げるために画素やサブ画素内を2分割や4分割して配向の方向を部分的に変える「配向分割」（マルチドメイン）を行うが、切り替えた境目に線が生まれ、多数の画素が続くと肉眼でもディスクリネーション線が見えるようになる。分割境目の場所の決め方に工夫がいる。

配向膜にはポリイミドが使われることが多い。可溶性を高めるためのN-メチル-2-ピロリドン (NMP) などのアミド系極性溶媒と塗布性を高めるためのセロソルブアセテートなどの溶媒にポリアミック酸を溶解させたものが使用される。これを基板に塗布後、250℃以上に加熱処理してポリアミック酸を熱重合によりイミド化させて配向膜を形成する。基板上で熱重合するのではなくあらかじめ液体状態でイミド化させた可溶性ポリイミドも使用される。可溶性ポリイミドを使えば、基板上への塗布後の加熱温度が180℃以下となり、乾燥させる程度の処理となる。このため、加熱温度を高められないカラーフィルタ基板を用いる場合の配向膜として都合が良い。ポリイミド製の配向膜は、材質を選べば透明であり、300℃程度にも耐える高い耐熱性があり、液晶の配向を安定させることが可能であり、ガラス基板や電極膜への塗布性や密着性が良いという特徴がある。

### 偏光フィルム
偏光フィルムは、一般的な透過型パネル用では、偏光素子が入った偏光基材とこれを両面で挟むベース基板、そして片面には保護フィルムともう片面にはガラス基板に貼り付けるための離型フィルムから構成される。反射型パネルの裏面用は保護フィルムの代わりに粘着層を介して反射板が付けられる。
偏光フィルムは偏光板とも呼ばれるが「板」のような堅いものではなく、多ければ10層ほど積層されても0.12-0.4mm程度の薄いものであり、液晶パネルへ貼り付けられるまではテープ状に巻かれている。偏光素子が入った偏光基材とは、ヨウ素や二色性染料が偏光素子でありこれが偏光効果を起こす。偏光基材はポリビニルアルコール (PVA, Poly Vinyle Alcohol) が使われ、偏光素子がこの媒体内に含まれる。偏光基材を保護する役割のベース基板にはトリアセチルセルロース (TAC, Triacetyl cellulose, Cellulose triacetate) が使われる。ベース基板も「板」と呼ばれるがフィルムである。離型フィルムにはベース基板側に粘着層が塗布されており、ガラス基板に貼り付ける段階で剥離され、粘着層によってガラス基板に貼り付けられる。
偏光フィルムの単体での光学特性は、透過軸方向に平行方向の透過率：T1 と透過軸方向に直交方向の透過率：T2で表され、T1 は"1"に近く、T2は"0"に近くなるように偏光素子や偏光基材が調整される。1枚の偏光フィルムの単体透過率は T で表され、T1 とT2の平均で表される。
2枚使用時の光学特性は、透過軸方向が互いに平行な平行透過率：T{\displaystyle \|}と透過軸方向が互いに直交な直交透過率：T{\displaystyle \perp }があり、平行透過率：T{\displaystyle \|}はT2とT1のそれぞれの2乗の和の平均で、直交透過率：T{\displaystyle \perp }はT2とT1の積で表される。
また、偏光度 P は以下の式で表される。
{\displaystyle P={\sqrt {\frac {T_{1}-T_{2}}{T_{1}+T_{2}}}}}
実際の製品として使われている偏光フィルムでは、単体透過率 T は38-48%程度、偏光度 P は75-99.9%程度である。可視光領域で透過率と偏光度が波長によって差があると液晶パネルにすると色付きするので、これらの特性に波長依存性がないことが求められる。

### 透明電極
2009年現在一般には、透明電極としてITO (Indium-tin-oxide) が使用されているが、ITOは塗布後の定着工程で200-300℃程度の比較的低い温度で半結晶化されるため抵抗値が高く、また透過度も波長の短い光線では低くなるために完全な透明ではなく少し茶色や黄色がかった色味を持つ。インジウムが中国に偏在するレアメタルであり、電子機器による需要増で価格が高騰している。
ITOに代わるものとして、ZnO膜や金の微細な繊維を配合した高分子膜の研究が進められて成果が上がっており、早ければ数年の内には製品への採用が始まるとされている。

## 液晶モジュールの構造

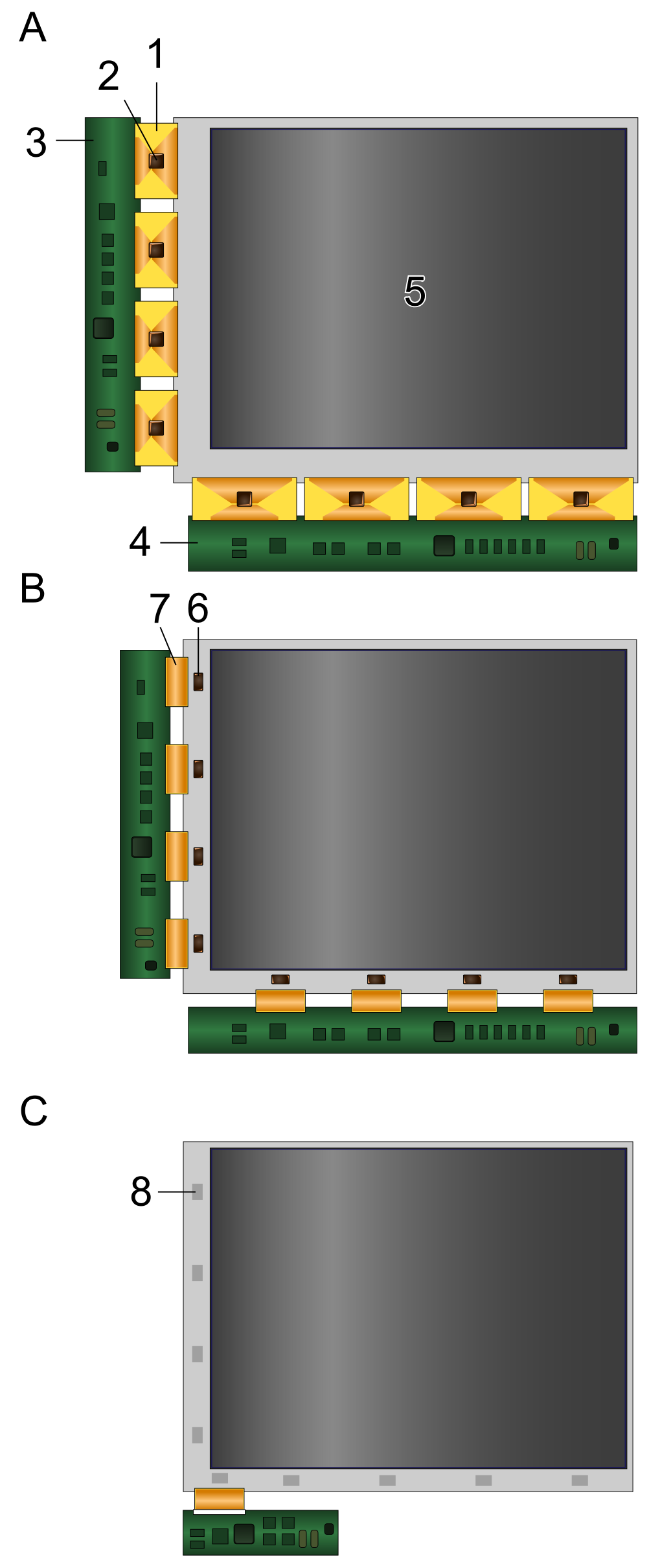
駆動回路の配置
A.TAB方式
B.COG方式
C.LTPS（Low Temperature Polycrystalline Sillicon、低温ポリシリコン）方式
1.TABフレキシブル基板 2.TCP 3.プリント基板（X軸駆動回路） 4.プリント基板（Y軸駆動回路） 5.液晶パネル表示面 6.COG方式実装LSI 7.FPCコネクタ 8.TFTによるドライバ回路

液晶モジュールは、主な構成部品として液晶パネルに駆動回路と駆動用プリント基板、必要ならばバックライトを取り付けたものである。駆動用プリント基板類は液晶パネルとの接続部が柔軟なため、パネルの裏側に折り込まれて無用な実装面積を省くのが普通である。また、駆動回路の主要部を低温ポリシリコンによるTFT回路で液晶パネル上に取り込むことで、液晶パネルへの接続は、電源部やタイミング・コントローラ回路、最低限の映像信号回路などを載せた小型のプリント基板だけになり、不良の原因となる接続部の大幅な削減によって液晶モジュールの信頼性の向上が実現できるが、額縁スペースが余分に必要となる。
- 液晶モジュール
  - 液晶パネル
  - TABモジュール、又はCOGモジュール
  - 駆動用プリント基板
  - バックライト
  - 駆動制御コネクタ部

TABモジュール・COGモジュール
安価なモノクロの電卓用液晶ディスプレイなどを除けば、多数の画素を駆動するための縦横合わせて数百から数千もの配線を液晶パネルの外部に引き回すことは避けて、パネルの端部にTAB (Tape Automated Bonding)、又はCOG (Chip On Glass) という2種類の実装方法によって、TABモジュール、又はCOGモジュールという駆動回路が接続されている。TABモジュールは、TABやTCP (Tape Carrier Package) と呼ばれる実装方法が用いられた液晶駆動用半導体のパッケージであり、必要なだけ複数個のTABモジュールがACF（Anisotropic Conductive Film、異方性導電膜）によって液晶パネルの端部に接続される。TABモジュールと液晶パネルとの接続端子 (OLB, Outer lead bonding) の間隔は高精細度のパネルでは額縁寸法を決定するため、スリムなものが使用される傾向がある。例えばVGA表示では640×480画素で90μmだったものが、QQXGAの4,096×3,072画素では20μmになっている。
COGモジュールでは、名前の通り、半導体のベアーチップを液晶パネルのアレイガラス基板上に直接実装する。ベアーチップとパネル電極との接続方法には、次の4方式がある。いずれの方式でもベアーチップを保護するために電極の接続後は保護樹脂でコートされる。
- 金バンプ直接接続方式
- ワイヤーボンディング接続方式
- 銀ペースト接続方式
- ACF接続方式

駆動用プリント基板
駆動用プリント基板はTABモジュールやCOGモジュールに画像信号や駆動電力を供給するための電子回路基板であり、液晶モジュールが外部と接続される部分でもある。プリント基板用のACFで接続される。
バックライト
バックライトには、光源ランプ、インバーター回路、導光板などが含まれ、光源ランプはCCFL（冷陰極管）を使用する場合が多かったが白色LEDが採用されるようになっていて、EL (Electro luminescence) も使われる。CCFLではインバーター回路によって1,000V以上の高電圧を発生させて管内の放電により、アルゴン、クリプトン、キセノンの単独、又は混合ガスが水銀を励起して水銀イオンが紫外線を放出し、管内面の蛍光体によって白色光を得る。管の両端にフィラメント状のヒーターを持つ通常の蛍光管と異なり、CCFLは加熱を利用せずに高電圧のみで放電を起こすので発熱量は少なく、管径も2-5mm程度と細く作れる。主に両端部で発熱する蛍光管を液晶パネル近くで使用すれば、温度に敏感な液晶材による表示ムラとなって都合が悪いのでCCFLの利用が多い。
LEDでは電流源としての定電流回路か定電圧回路が電源回路となる。光源としてはCCFLとLEDの他に熱陰極蛍光管、分散型エレクトロルミネッセンス、ハロゲンランプ、メタルハイドロランプがある。
直下型と呼ばれる液晶パネルの背面にバックライトを備える形式では、光源となる蛍光管を2本から4本程度の直管を並べるよりもU字やS字、W字の形状に曲げたものが使用されることもある。また直下型とは別にサイドライト型やエッジライト型と呼ばれる光源ランプを導光板の横に配置することでディスプレイの厚みを抑える工夫も採られているが、導光板を持たずに拡散板やライティング・カーテンと呼ばれる部分的に透過率を下げたものを使用するなどして均一な光を当るように工夫したものがある。薄型化が求められなければ、液晶パネルと距離をあけることで均一に照らす形式もある。これらの構造や部品の他にも、拡散シートやプリズム・シート、反射シートなどを使って光を出来るだけ逃さずに均一に液晶パネルの背面を照らすように工夫される。導光板にはポリメチルメタクリレートのようなアクリル樹脂が使用される。バックライトの発光スペクトル（分光特性）と液晶パネルのカラーフィルタの波長に対する光透過度（分光特性）が一致すると光の効率が上がるため鮮やかな色再現ができる。バックライトに蛍光管を使用すると、この光源が液晶ディスプレイ全体の寿命を決定することが多く、比較的長寿命のCCFLが使用されることが多いがLEDの採用が増えている。
駆動制御コネクタ部
装置メーカのセットとして液晶モジュールはコネクタでセットの制御部に接続される。
数万画素のマトリクスLCDパネルの駆動制御コネクタ部はフラットケーブル・フレキシブルケーブルというポリイミドベースの機材に厚さ数十μm、ピッチ0.65mmなどの平行電極を並べた,20極、30極などのコネクタでセットに接続する。LVDS（Low Voltage Differential Signaling）というインターフェースが主流で、デファクトスタンダード的にリーダーメーカーに後発コンパチブル2次供給メーカーが追従する慣例である。セットメーカーはPC、モニター、テレビなどに応じて、ディスプレイコントローラICによって、液晶パネルのドットマトリクスに対応する色と輝度信号を走査線の順番に送り、画像や文字を液晶パネルに表示する。
一方、製品組み込みの小型のNT型のセグメント表示のものなどは、液晶モジュール本体は透明電極のみ配して、装置側基板に金表面処理電極を配して、構造的に位置合わせをして、導電部と絶縁ゴムが縞模様に配置された導電ゼブラゴム電極にて接続をして、液晶駆動機能を有する組み込みマイコンの数十極の電極で直接駆動することが主流である。光源用バックライトに冷陰極管CCFL、EL、LEDをもつものはそれぞれに応じて2極程度のコネクタを備える。

## 液晶モジュールの駆動
説明を簡単にするため、TFTカラー液晶モジュールでの駆動例を示す。以下の周辺回路の多くは、TABによってアレイ基板に接続されるか、COGや低温ポリシリコンによってアレイ基板上に実装または構築される。低温ポリシリコンを採用している場合でもタイミング・コントローラや電源回路は、ポリシリコンによるTFT素子でD/Aコンバータ、メモリ、コントローラまで作り込むと消費電力が増すために、外付け回路基板上の専用ICが使用される事が多い。
タイミング・コントローラ
タイミング・コントローラICはT-CON (Timing Controller) やタイミングLSI (Timing LSI) とも呼ばれ、液晶モジュールに供給される映像データを平面上の画素に配分するためのクロック信号などを生成し、データドライバとアドレスドライバ（ゲートドライバ）に供給する半導体素子である。
データドライバ
データドライバはソースドライバやXドライバとも呼ばれソース線を通じて、画面のサブ画素ごとに対する印加電圧を加える。元となる映像信号から作られ液晶駆動用の階調化された電圧はソース線ごとにホールド回路で保持され、通常は画面の横方向の配列に対してタイミング・コントローラの信号の従って増幅された信号がデータ線に同時に加えられる。
アドレスドライバ
アドレスドライバはゲートドライバやYドライバとも呼ばれ、タイミング・コントローラの信号に従って、ゲート線を通じて画面のサブ画素の1列分を選択して、データドライバが各サブ画素に書き込むのを助ける。
電源・映像回路部
電源・映像回路部はプリント基板とも呼ばれ、外部からの映像信号と電源を受け取り、映像信号をデータドライバとタイミング・コントローラに渡すと共にデータドライバ、アドレスドライバ、タイミング・コントローラへの駆動電力を供給する。タイミング・コントローラが一体となっているものもある。
表示制御部
数万画素以上のマトリクスLCDパネルの駆動系はパネル上に配し、モジュール上に液晶コントローラを配して、20極、30極などのLVDS（Low Voltage Differential Signaling）というインターフェースでセット側のPC、モニター、テレビなどに応じて、ディスプレイコントローラICによって、液晶パネルのドットマトリクスに対応する色と輝度信号を走査線の順番に送り、画像や文字を液晶パネルに表示する。
一方、製品組み込みの小型のNT型のセグメント表示のものなどは、液晶モジュール本体は透明電極のみ配して、液晶駆動機能を有する組み込みマイコンの数十極の電極で直接駆動することが主流である。

## 製造工程
まず製造工程の概要を示したのちに、詳しい説明を加える。

### 工程概要
- 設計工程
- マザーガラス製造工程
- マスク製作工程
- アレイ基板製造工程
- カラーフィルタ基板製造工程
- 偏光フィルム製造工程
- 液晶パネル（セル）製造工程
- 駆動制御用IC製造工程
- バックライト製造工程
- モジュール製造工程
- 周辺回路、部品、筐体製造工程
- 液晶ディスプレイ組み立て工程

各工程の最後や出荷前にそれぞれ検査が行われる。

### 液晶パネルの製造
設計工程
製造する製品の設計が行われる。本記事では詳しく扱わないが、この設計工程でアレイ基板の回路パターンのデータが作られる。
マザーガラスの製造
ガラス製造の専業メーカーが生産するのが一般的である。
マザーガラスは原料溶解、薄板形成、切断・面取り、熱処理・研磨、洗浄、検査、出荷という工程を経て製造される。メーカーによっては熱処理・研磨を行わないところもある。薄板形成の徐冷工程が品質を左右する。
フュージョン法
フュージョン法 (Fuson process) は、溶けた2枚の平面状ガラスを垂直に流し下ろしながら表裏合流合体させて空中で冷却する。ガラス表面に接触するものがないので高品質なマザーガラスが得られる。
スロット・ドロー法
スロット・ドロー法 (Slot drawing process) は「ダウン・ドロー法」や「引き下げ法」とも呼ばれ、ルツボの底の「スロット」から平面状にした溶解ガラスを流し出し、下では複数のローラーで固まり始めたガラスを引き下げながら冷却炉で冷やし連続的に外形を整えてゆく。スロットやローラーが接触するので引き下げ力の管理などを上手く行わないとガラス表面にうねりが生じる。製品は研磨が必要になる。
フロート法
フロート法 (Float process) は、溶解した金属スズの上に溶けたガラスを流して、川のように連続的に平面ガラスを作る方法である。窓用を含めた一般的なガラス板の生産方法であるが、微細なうねりやスズが表面に付くために研磨が必要になる。マザーガラスの生産にはあまり採用されなくなっている。
基板
ガラス製造工程から来たマザーガラスは、必要に応じて研磨・洗浄され、表裏や方向の区別のために「オリエンテーション・フラット」（オリフラ）や「オリエンテーション・コーナー」と呼ばれる印が付けられ、縁や角が面取り加工される。また、これとは別に後のいずれかの工程で、「合わせマーク」と呼ばれるアレイ基板とカラーフィルタ基板を合わせる時の印が付けられる。
アレイ基板製造工程
アレイ基板の回路パターンは設計データに基づいて作図され、多数のレティクルがあらかじめ作られる。
TFT層・配線層・画素電極形成（5フォト・プロセスでの例）
1. 最初に基板洗浄を行う。
2. 金属膜を蒸着させ、エッチングによってゲート電極と蓄積コンデンサ用Cs電極を形成する。（マスク1）
3. CVDによって絶縁膜 (SiO2, SiNx) を全面に形成する。
4. CVDによってゲートとなるa-Si（アモルファス・シリコン）層を連続して堆積させ50nm厚程度まで形成する。
5. エッチングによってチャネル保護膜 (SiNx) を形成する。（マスク2）
6. 電極との接続性向上とリーク電流の低減のために、燐ドープの半導体層 (n+a-Si) を形成する。
7. 3層金属膜 (Mo-Al-Mo) を蒸着させる。
8. エッチングによってドレインとソース層を形成する。（マスク3）
9. CVDによって保護膜 (SiNx) を全面に形成する。
10. エッチングによってコンタクト孔を形成する。（マスク4）
11. スパッタリングによってITO（酸化インジウムチタン）膜を全面に蒸着させエッチングによって不要な部分を除去してサブ画素電極を形成する。（マスク5）

上記の内、半導体回路や配線層などを形成するエッチング工程では、マスクとなるレティクルのパターンを主に365nmの紫外線（i線）で光学的に基板上の感光材へ露光して、レジスト層としてパターンを写し取ることで実現される。これはLSIなどの半導体電子部品と同様の仕組みである。マザーガラスの大きさで1,000×1,300mmクラスまでは、1-5秒ほどの短時間で一度に全面を露光するワンショット方式が実用化されているが、転写対象が1mを越える大面積のものでは、光学投影レンズの有効径に制限されて、1枚のレティクルで全面を1度に露光できなくなっている。この場合には、複数枚のレティクルに分割して何度も露光を行う。半導体製造装置のスキャナのようにレティクルと転写面を同時に移動させながら露光するのではなく、移動中は露光シャッターは閉じられ、露光のつなぎ目が厳密にアライアメントがとられてから露光が開始される。このような露光方法をステップ&リピート (Step & repeat) と呼ばれ、この装置は「レンズ・ステッパ」や「ステッパ」と呼ばれる。特に液晶パネル1枚の大きさでレティクルを作る事で露光のつなぎ目を考慮しない方法には適する。半導体製造装置のスキャナのようにレティクルと基板を同時に移動させながら露光するものに、ミラー・プロジェクション法がある。これは、大口径レンズは球面収差のために作れないのを反射鏡で結像させるもので、1枚のレティクルで大面積に転写が可能になる。これらのいずれも、レティクルの等倍で露光する「等倍投影法」とレティクルの1/5や1/10に縮小して露光する「縮小投影法」がある。マスク数は5枚が主流であるが、4枚マスクの導入も始まっている。
アレイ基板の製造工程の各段階中と工程の最後に検査が行われる。アレイ基板として使用されないマザーガラス上の空き領域にあらかじめテスト用回路を作り込んでおき、膜厚、膜質、電気的特性を計測するという手法も使われる。
カラーフィルタ基板製造工程
基板洗浄
BM層形成
BM（ブラックマトリクス）層は、金属クロムをスパッタリング蒸着させ、フォトリソグラフィ技術を使ったエッチングによって不要部分が除去される。金属クロムのほかにもカーボンやチタン、ニッケルの使用が検討され、低反射用に金属クロムに加えて酸化クロムの2層構造も使用される。
カラーフィルタ層形成
カラーフィルタ材を一定のパターンに配置・形成する方法には、フォトリソグラフィ法、印刷法、インクジェット法、その他がある。
フォトリソグラフィ法
フォトリソグラフィ法ではBM層形成と同様に全面に塗布したあと、フォトリソグラフィ技術を使ったエッチングによってマスクを作り不要部分を溶解除去する。3色のそれぞれに対して繰り返し処理が必要になる。
印刷法
シルクスクリーン印刷と同様に、スキージでメッシュ・スクリーン上のカラーフィルタ材を基板に印刷する方法や、オフセット印刷する方法、凸版印刷に凹版印刷など、どれもカラー印刷と同じ手法を用いる。
インクジェット法
インクジェット印刷の技術を応用したものである。プラズマディスプレイでの実用が主導した技術であり、大画面の基板では実用され始めている。
保護膜形成
BM層とカラーフィルタ層で生じた段差を平準化し、この後のITO膜の形成時の定着性が高められる。
共通電極形成
原料となるITOは酸化インジウムに酸化スズを1-5重量%ほど加えた合金である。透明電極をガラス基板上に形成する方法には主に2種類ある。以下にそれらを示す。
真空蒸着法
ITOの焼結体を真空中で加熱してガス化し、この気体のITOをガラス基板上に析出させて薄膜を形成する。ガス化雰囲気は厳密には真空ではなく、3%ほどの酸素を加えることで結晶化と酸化を制御する。ITOが蒸着する基板側の温度によってITO結晶の特性が変化し、180℃と250℃、300℃、そしてそれ以上の温度で得られるITO膜の抵抗値が異なる。面抵抗で10Ω/□が必要なSTN用ガラス基板では250℃まで加熱され、面抵抗100Ω/□が必要なTFT用ガラス基板では180℃まで加熱された状態でITOが蒸着される。各々のガラス基板にはカラーフィルタが成膜されているので、カラーフィルタ中の有機化合物の耐熱性もこれに合わせたものが求められる。真空蒸着法は基本的に点から蒸発するため、ガラス基板が大面積になるほど膜厚の均一性が損なわれる。加熱する熱源の違いでEB（エレクトロン・ビーム）法、抵抗加熱法、イオンブレーティング法がある。
スパッタリング法
スパッタリング法は大きく2つの方法に分かれる。いずれの方法でもターゲットと呼ばれる平面状の焼結体を加熱することで蒸発させるため、ガラス基板が大面積になっても膜厚の均一性が保たれる。
酸化物スパッタリング法
アルゴンと少量の酸素の混合ガスをプラズマにしてこの熱でITO酸化物のターゲットから昇華させてガラス基板に成膜する。水素や水を加える手法も存在する。200-1000Å程の厚みを作り、抵抗値は1.7-2.5×10-4Ω・cmになる。
反応性スパッタリング法
アルゴンと酸素の混合ガス中でITOのターゲットから昇華させてガラス基板にITO酸化膜を成膜する。ITO酸化膜はほとんど不透明であり、膜に含まれる酸素を追い出すために200℃の大気中、または不活性ガス中での熱処理を必要とする。膜厚が厚いと透明度を高めにくくなり成膜を制御することが難しく抵抗値にバラツキがあるため、製造には酸化物を使う方法に移っている。
これらの他に、ディッピング法がある。カラーフィルタ基板では耐熱性の上限に配慮されるが、アレイ基板ではより高い温度を使って抵抗値の低減が計られる。例えばTFTアレイ基板では以前の工程でのゲート絶縁膜の350-400℃での形成時の温度や、後の工程でのSiNx保護膜の250℃や配向膜の熱処理温度180℃でITO膜の特性が劣化しないよう配慮が求められる。STN用のITO膜では配向膜の熱処理温度に対する250-300℃程度の耐熱性が求められる。ガラス基板の全面に成膜されたITOの薄膜は、アレイ基板のみフォトリソグラフィ技術を使ったエッチングによって不要部分が除去される。
偏光フィルム製造工程
1. 偏光フィルム (PVA, Poly Vinyle Alcohol)、基板フィルム (TAC, Triacetyl cellulose, Cellulose triacetate)、離形・保護フィルム (PET, Polyethylene terephthalate) の原反を準備する。
2. 偏光フィルムの工程
  1. 洗浄する。
  2. ヨウ素を含む染料で染色する。
  3. 延伸させる。
  4. ホウ酸処理によって架橋させ、加熱処理を施す。
  5. 乾燥させる。

3. 基板フィルムの工程。必要ならばAG/AR（防眩/低反射）処理を施す。
4. 偏光フィルムの両面に基板フィルムを貼り合わせる。視野角拡大フィルムを含む場合はガラス基板の外側に偏光フィルムが内側に視野角拡大フィルムがなるように張り合わせられる。
5. 基板フィルムに離形・保護フィルムを貼り合わせる。
6. 検査を行う。
7. ロールに巻き取る。
8. 切断する。
9. 出荷前検査を行う。

配向膜形成（ラビング工程）
配向膜の形成はラビング工程とも呼ばれ、液晶分子の並びを整えるために高分子膜の表面に微細な溝を形成する工程である。ポリイミド樹脂 (Polyimide resin) など液体をガラス基板上に塗布した後、これを180℃程度で焼成したのち、膜の表面をラビング布製のローラーで所望の方向で擦ってゆく。布地の細かな繊維によって表面を一方向に撫でることで樹脂の分子が一定方向に並び、また微細な溝が形成される。ラビングによる配向では液晶分子が2-7度程度に傾きをもって並び、この傾きをプレティルト角と呼ぶ。配向膜にポリイミドを使うことでプレティルト角を増す工夫も行われる。一方向にラビングする以外に、部分的にマスクしておいて複数方向からラビングを行い、配向の方向を変えるマスクラビングによる分割配向方式があり、フォトリソグラフィによって行う分割配向方式もある。分割配向によって視野角が向上される。これらの場合にはプレチルト角は大きくするのが一般的である。
位相差フィルム製造工程
位相差フィルムは直線偏光を楕円偏光に、楕円偏光を直線偏光に変えることができ、1/2λ板や1/4λ板のように主として波長依存性を光学的に補償に使われ、また半透過型液晶での位相差補償にも使用される。波長依存性の補償用途のものの製造方法は、PVAやPCの膜を1軸延伸によってフィルムに含まれる高分子を配向させて複屈折の異方性を得る点では偏光板に似ており、ただ、この延伸率は小さく、求める補償能力が得られるように均等に力を制御しながら作られる。位相差補償用のものはこれとは異なり、ポリイミド重合ポリマーを塗布した偏光フィルムをラビングして作った配向膜上にカイラル分子を添加した高分子液晶を塗り高温度環境に置くことで液晶を螺旋配向させる。後者では複屈折と旋光の2つを同時に補償できる。
シール形成
2枚の基板間で液晶材を流出を防ぎ、外部からの汚染などからも守るシール材をカラーフィルタ基板側に塗布する。シール材は2枚の基板の接着剤の役割もある。塗布には、スクリーン印刷とディスペンサによる2つの方法がある。スクリーン印刷では厚みのあるスクリーンをカラーフィルタ基板上にやや間をおいて位置させ、端にシール材を加えるとスキージと呼ばれるヘラで一方向に掃き進めて一度に塗布を完了させる。ディスペンサではノズルからシール材を搾り出してカラーフィルタ基板上に描いてゆく。予備硬化させておく。
トランスファ形成
カラーフィルタ基板上の共通電極（コモン電極、対向電極）とアレイ基板上の配線との接続用の導電ペースト柱を形成しておく。
スペーサ散布
樹脂ビーズ状のスペーサを使用する場合には、サブ画素当り2-3個程度の微小球であるスペーサをN2ガスやアルコールによるスプレーでできるだけ均一に撒く。柱状スペーサではブラックマトリックス部分にフォトリソグラフィによって形成する。この場合、エッチングやレジスト除去は必要なく、フォトレジスト自身が柱状スペーサとなる。シール材とスペーサ散布は2枚の基板のいずれかで別々に行われる。
アレイ基板とカラーフィルタ基板の組立工程
この段階ではまだ切断されていないため、2つの基板はマザーガラスの大きさのままである。
張り合わせ
アレイ基板とカラーフィルタ基板が合わせマークを目印に張り合わせられ、シール材が硬化される。通常は紫外線硬化樹脂が使用される。
基板切断
アレイ基板とカラーフィルタ基板を張り合わせて、シール材で固定された後、切断が行わる。この切断工程はスクライブ&ブレーク (Scribe & Break) と呼ばれ、片面をダイヤモンド歯などで表面に傷を付けてから裏面から傷を押し広げて亀裂を広げて割り、もう片面でも同様に行うことで切断する。この状態は「空セル」と呼ばれる。ガラスの表面に傷を付ける方法も、従来はダイヤモンドカッターが使用されて、切り屑の除去のために洗浄工程が必要だったが、レーザーで傷付けられるようになった。
液晶注入・封止
空の液晶基板を納めたチャンバーを真空にしてから液晶槽の中へシール材の開口部を漬け、チャンバーに外気を導入すれば、液晶が空気に押され真空に引かれて内部に注入出来る。この真空注入法の他に大画面用として、シール材塗布後、張り合わせる前にカラーフィルタ基板に液晶材を一度に適量を滴下する滴下注入法もある。注入口には封止材（エンドシール）となる紫外線硬化型の接着剤を塗り固めておき、紫外線を当てることで複数の口が一度に封じられる。
洗浄
液晶の注入・封止工程で液晶材が基板に余分に付着したものを超音波洗浄によって取り去る。
面取り
基板の外部との配線が傷ついたり、後の工程でガラス基板を扱う過程で擦れたりして端部から破片が落ちて基板を傷つけたり汚染したりすることがないよう、また安全面からも、端部全周の角が削られ面取り加工される。
偏光板貼り付け
通常は偏光板を基板の表裏両面に貼り付ける。偏光板は剥離フィルムを剥がしながら貼り付けるが、このとき静電気が発生するので除電対策や一層の清浄な環境が求められる。偏光板の貼り付け後、必要に応じて位相差板も貼り付けられる。
点灯検査
パネルを点灯させて不良などがないか検査する。「組立検査」とも呼ばれる。フリッカ、クロストーク、線欠陥、階調不良、色度、色ムラ、コントラストなどの項目を検査する。
バックライト製造工程
導光板作成
導光板、反射フィルム、拡散板、プリズムシート等の組立て
冷陰極線管、ランプリフレクタ組立て
エージング
特性検査
出荷検査
モジュール組立工程
TABの場合（カッコ内はCOGの場合）
セル受け入れ検査
TAB圧着（又はベアチップ受け入れ）
TABのFPC (Flexible Printed Circuit) のOLB (Outer lead bonding) 側のアウターリードを異方性導電フィルムによってアレイ基板上の配線に圧着接続する。
PCB実装（又はFCP圧着）
TABのFPCのILB (Inner lead bonding) 側のアウターリードを異方性導電フィルム、またはハンダによって駆動用プリント基板上の配線に圧着などで接続する。
樹脂塗布
ICとその接続部、インナーリードを保護するために樹脂をコートする。
PCB検査
バックライト取り付け
組立て検査
エージング
最終検査
検査
出荷前に検査が行われる。点欠陥には輝度（明点）、低輝度（半明点）、滅点（暗点）、欠陥点が連結したもの（連結点）、欠陥点が近いもの（近接点）、ピンホール、微小気泡、微小異物などがある。

## ディスプレイ装置

### 画面
画面の大きさは21世紀以降急速に拡大している。アスペクト比は、テレビ用では4：3や16：9のアスペクト比を考慮しており、パソコン用もほとんどはテレビと同様の比率を考慮して作られている。
表示する画面部分は「有効表示領域」や「表示領域」、「アクティブ領域」と呼ばれ、周囲は「額縁」と呼ばれる。この有効表示領域の大きさは画面の対角線の長さをインチで表し、日本では数詞として「型」を付けて表現される。一般に画像の精細度を表すには、1インチ ( 2.54) 当り何個のドットがあるかという意味で "dpi" (dot per inch) を使うことが多いが、カラー液晶では "RGB" 3色の点で1つの画素 (pixel) を構成するため無用な混乱を避ける意味で "ppi" (pixel per inch) が使われることが多い。精細度を表す別の方法として「画素ピッチ」がある。画素ピッチは画素が並ぶ間隔を表しており、例えば1,000ppiでは0.0254mmになる。TV画面の水平解像度では「TV本」という解像度の表し方もあり、白地に縦に引いた黒い線を最大何本まで判別できるかというもので、普通のTVでは350TV本である。
ブラウン管式ディスプレイでも、液晶ディスプレイと同様に画面の対角線の長さをインチで表した「○○型」と表記していたが、米国では液晶ディスプレイと同じく有効表示領域の大きさを計っていたのに対して日本ではガラス管の外側の大きさを表していたので、実際に表示される領域は1-2インチ程度小さかった。

### 画素
液晶ディスプレイでの画素（ピクセル、Pixel）は、"RGB" を合わせて1画素と数えて、R、G、Bのそれぞれは「サブ画素」や「サブ・ドット」と呼ばれる。カラー液晶ではサブ画素ごとに輝度を制御しており画素ごとではない。画素とサブ画素を混同しないように注意が求められる。
「ドット抜け」といった画素単位やサブ画素単位での不良は数個まで許容されるが、2013年現在では従来に比べて製造現場での環境整備が進み、ドット単位での不良はほとんどなくなる傾向にある。

### 入力
モニター、テレビと言った製品状のディスプレイ装置への入力は、デジタル系ではHDMI、DVI、DisplayPortのほか、従来の15pin　VGAと称されるアナログ端子などが使用されている。小型モニターではUSB接続や、5GHz　インテル ワイヤレス・ディスプレイ（WIDI）の搭載もある。
アナログ映像機器系ではコンポジット映像信号、コンポーネント端子、D端子、S端子、RF端子などの映像端子などが使用されている。

### 付加機能
- 画像信号の入力に合わせて表示位置を調整する機能とスクリーン上で明度彩度位置などを調節する機能はほとんどの機種で備えている。
- 画像表示を行うだけでなくステレオ・スピーカーを備えたものも多く見られる。
- 画像信号の入力が途絶えるとバックライトを消灯することで省電力を行う機能や、周囲の明るさを感知して画像の明度を自動的に変える機能を持つものがある。
- 背面にVESA規格で定められたディスプレイ取り付け基部として 75mm×75mmや100mm×100mm といったサイズで備わっているものが多くなっている。
- USB接続型タッチパネルを備えたものがある。Windows 8搭載一体型パソコンや、セット用のディスプレイで普及が進んでいる。

### 寿命
ディスプレイ装置としての寿命は、バックライトに蛍光ランプを使用しているものでは、例えば冷陰極線管での6万時間（輝度の半減期）程度までといった寿命を決める主な要素となっている。短命なランプのものでは交換を前提として設計時から交換作業の容易性や交換部品の確保が配慮されているが、相応にコストがかかる。
駆動回路や電源回路などは一般の電子部品と同程度の信頼性だと考えられるが、液晶パネル周辺回路で接続箇所が多いので、振動や衝撃に起因する故障の発生や高湿度環境での腐食などを防ぐ防振設計や耐湿樹脂塗布が行われたりする。固定の縦線は、CoGの剥離による典型的な故障である。横縞同期不良は液晶画面への衝撃によるポリイミド異方性導電接着剤の剥離の進行にみられる故障である。
また経年劣化による問題の発生という点では、配向膜やシール材の劣化で水分や不純物が液晶材内部に混入すると表示ムラの原因となる。同じ画像を長時間表示しても、原理上は画像が焼き付くことはないが、交流駆動の調整不良などで駆動電圧に残留DC成分があると液晶中の不純物イオンなどで表示が焼き付くことがある。

### 安全性
安全性に関して留意すべきは、バックライトに冷陰極線管 (CCFL) を使用しているものでは、1,000V以上の高電圧を生じているので感電事故を起こさないように不用意にバックライトの電源部を触らないことである。陰極線管内には水銀が含まれるので、電気接続に使われるハンダの鉛やBM層のクロムと同様に人体には有毒であり、環境中にも放出されないよう留意する必要がある。液晶自身の毒性については, 急性経口毒性の指標であるLD50で表現するとほとんどが2,000以上であり、皮膚刺激性や吸入毒性でも「毒物および劇物取締り法」に抵触しない程度には基準を満たしているため、比較的安全であると考えられる。

## 歴史
1888年オーストリアのF.ライニッツァー (Reinitzer) らにより、コレステロールと安息香酸のエステル化合物からなる結晶を加熱することで液体状となるサーモトロピック液晶が発見された。1964年には米国で最初の液晶表示装置が考案され、1968年には米RCA社のハイルマイヤー (R. Heilmeir) 達の手で最初のネマティック液晶を使用した表示装置が作られた。これ以降、多様な装置が作られたがいずれもモノクロのものであった。1973年には日本で電池駆動可能な電卓の表示装置として採用された。しばらくはTN型による低消費電力で薄く小型のものが主体となって、電卓や腕時計、ワープロ、電子手帳、携帯型ゲーム機など、そのころ登場しはじめたデジタル機器の表示部として普及した。また1976年には英国ハル大学のグレイ教授が安定な液晶材料（ビフェニール系）を発見し、それは現在のLCD材料の基礎となっている。1983年には日本のエプソンから世界最初のTFT型液晶カラーテレビ「ET-10」が発表され、翌年に発売された。1988年には14型のTFT型液晶カラーTVが発表された。
1990年代になるとそれまでのセグメント表示からドット・マトリクス表示に、モノクロ表示からカラー表示に変わり、TFTによるアクティブ・マトリクス駆動によって高精細な表示が可能になった。1990年代半ばに低温ポリシリコンによるTFT層が実用化された。用途も静止画だけのスチルカメラの表示部のようなものから、動画が扱えるデジタルビデオカメラの表示部へと広がり、ノートパソコンの表示や小型テレビ、カーナビへと広がった。20世紀末ごろにはブラウン管TVを駆逐する勢いで、大型平面TVでの採用が大きな広がりを見せてきた。1990年代に日本メーカーのそれまでの基礎研究や技術開発の実用化・製品化が進み、世界市場を開拓していった。1990年代半ばに韓国メーカーが、1990年代後半には台湾メーカーが世界市場に本格的に参入してきた。
2000年代になると、小型の表示器としては携帯電話やPDA、携帯音楽プレーヤー等の多様な携帯型電子機器に使用されるようになり、大型では大画面TVや普及型TVなど、広くTV用途で採用されている。2000年代には中国メーカーが世界市場に本格的に参入してきた。

## 産業
液晶ディスプレイに関係する産業には以下の会社群がある。
- 液晶原材料メーカー
- 液晶部材メーカー
- 半導体メーカー
  - マスクメーカー
- 液晶ディスプレイメーカー
  - 液晶パネルメーカー
- 製造装置メーカー
- 販売網

上記での液晶原材料とは、液晶材、配向膜、ターゲット材などがあり、液晶部材とはカラーフィルタ、偏光板、マザーガラスがある。
液晶パネルメーカーは液晶ディスプレイメーカーに対して液晶パネルを部品として供給するメーカーを指し、液晶ディスプレイメーカーは自社で液晶パネルを内製するものと社外から購入するものの両者を含む。液晶ディスプレイメーカーの中には内製した液晶パネルを外販する会社もある。液晶部材から半導体、液晶パネルを含めて内製する垂直統合型の液晶ディスプレイメーカーとして、韓国のサムスン電子、LGフィリップスと、日本のシャープ、パナソニック、ソニー、日立、東芝がある。欧州と台湾では水平分業型の専業メーカーがいくつかある。
液晶ディスプレイ産業は国際的な市場に向けた世界規模での開発・生産・販売が行われているが、生産拠点は比較的アジアに集中しており、また液晶部材の中でもマザーガラスのように巨大化を遂げた部品では長距離輸送に向かないため、地域的な偏在性を生む要因となっている。
液晶ディスプレイ産業は、特に大画面TVでの需要が急速に立ち上がっていることもあり、産業の中心は大型パネルの生産に比重が移っている。こういった大型パネルの生産では大きな設備投資が求められる割りに生産設備の陳腐化速度が速く、新たな技術の採用によって生産コスト削減や製品性能が大きく向上するなど、半導体産業に似た特徴を備えている。半導体産業での「シリコンサイクル」と同様に液晶ディスプレイ産業では「クリスタルサイクル」と呼ばれる需給バランスの長期的な変動を繰り返す傾向がある。また、中サイズのパネルではノートパソコンに組み込まれ、小画面パネルでは携帯機器や家庭電化製品、産業用機器などの広範な電気製品に対して組み込むために、多くが外販され一部が社内の別部署での機器生産に使用される。
液晶ディスプレイメーカーの各社は同業同士での競争だけでなく、プラズマディスプレイや有機ELのような似た用途のディスプレイ技術へも競争が求められる。また、多くのメーカーは液晶技術だけに固執せずに新たな次世代ディスプレイ技術への模索も続けている。

## 経済規模
2009年1月の10型以上のTFT液晶パネルの世界売上高が25億米ドルだったと発表した。これは前月2008年12月から10.7%減であり、前年同期比では63.3%も減ったことになる。枚数で云えば、2,380万枚であり、これは前月2008年12月から12.4%減、前年同期比では33.5%減ったことになる。
1990年代は日本のメーカーで9割近くを占めていたが、迅速な大規模投資ができず、次々に撤退に追い込まれていった。2009年時点でのメーカー別の売上高シェアでは、1位が韓国サムスン電子 (Samsung Electronics) 社の27.9%、2位が韓国LG電子系列のLG Display社が27.8%だった。出荷枚数別では、1位がLG Display社が26.4%で逆転し、2位はサムスン電子の26.0%、3位が台湾奇美電子 (Chi Mei Optoelectronics) 社で13.8%だった。しかし、韓国メーカーも中国メーカーからの追い上げを受けシェアを落とし、2024年時点では過半数が中国メーカーによって生産されている。

## 新たな技術

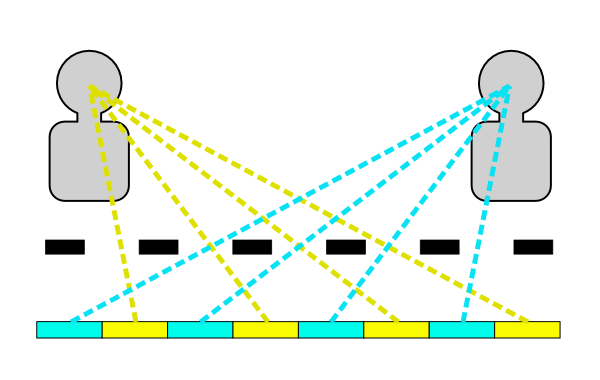
デュアルビューの仕組み

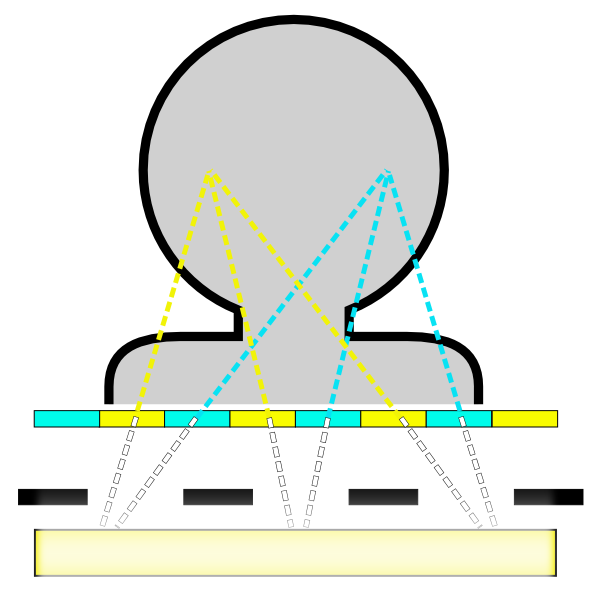
3Dビューの仕組み

デュアルビュー
1枚の表示画面で左右の観覧者に異なる画像を見せる技術である。画面上に視差バリア層と呼ばれる無数の微細なスリットを持つことで、2つの画素ごとに1本のスリットが置かれ、見る角度に応じていずれかを隠すようにされている。左右に連なった画素に交互に異なる画像を表示することで、画素横方向の画像解像度は半分になるが、左右の閲覧者が特定の角度から見ることで異なる画像を見せることができる。同様の技術でトリプルビューも存在する。
ベールビュー
ベールビュー液晶には2種類あり、いずれも液晶の持つ視野角を狭めることで横から画面を見られないようする技術である。1つは常時正面方向以外には見られないように狭視野角で作られた液晶ディスプレイであり、もう1つは通常の広視野角の液晶パネルにスイッチ液晶と呼ばれる液晶層を外面に加えることで、必要に応じて狭視野角と広視野角の2つの表示をスイッチで切り替えられるようにしているものである。
3Dビュー
裸眼による立体視を実現する技術である。構造的にはデュアルビュー技術に似ており、視差バリア層と呼ばれる無数の微細なスリットがバックライトの光を画素を交互に遮ることで観覧者の右目と左目では異なる画素を見るようにそれぞれの位置関係が保たれる。視差バリア層が液晶層の背後になる点でデュアルビューとは異なる。立体視を表示している間は、観覧者が最適に見られる位置は制約され、左右方向の画面解像度も半減してしまう。そのため、通常の自由な位置からも本来の解像度で画面を閲覧できるように、視差バリア層をモノクロの液晶層で構成し、立体視モードを切れば視差バリア層が透明化されるものが作られている。
タッチパネルとスキャナ
液晶ディスプレイ上にTFTという能動素子が構築できるようになり、さらにはSOGと呼ばれる周辺駆動回路までもガラス基板上に作り込めるようになると、この技術をさらに利用してそれまでは完成された液晶パネル上に重ねて設置されていたタッチパネルの機能を、光センサー素子をガラス基板上に作ることで取り込んでしまうものが登場している。携帯機器での表示器と操作スイッチを兼ねた部品としての利用が見込まれている。またガラス基板上に作り込むフォトダイオードの密度と精度を高めることで、スキャナとしての利用も考えられている。スキャナでは名刺の読み取りや指紋の読み取りなどが見込まれている。

## 表示素子としての特徴
液晶パネルには、形状的な特徴、電気的な特徴、並びに、光学的な特徴および構成部品数などの面で他の表示装置とは異なる特徴がある。

### 形状的な特徴
液晶パネルの形状的な最大の特徴は、薄型である点である。ガラス2枚と偏光フィルタ2枚、必要に応じてバックライトによって表示が行えるため、非常に広汎な製品に応用されている。

### 電気的な特徴
また、液晶パネルの電気的な面での最大の特徴は、液晶パネルそれ自体の電力消費が非常に小さいことである。数ボルト程度の電圧によって表示が書き換わり、電流はほとんど流れないためである。このため、ロジック系ICによって容易に駆動が可能であるなどの特徴から、用途の制限が少ない。ただし、液晶パネルの液晶部分は通常は交流駆動する必要があり、表示内容を書き換えなくても極性反転のために充放電電流が消費される。また、液晶パネルは自発光しないため、照明を設ける場合には、照明のために消費電力が大きくなるという課題がある。ただしこれはLEDなどにおいてある程度は低減できる。

### 光学的な特徴
液晶ディスプレイの光学面での最大の特徴は、液晶それ自体が発光しないことである。表示には、バックライト、フロントライト、外光などの光源を必要とする。液晶ディスプレイでは、白色光のバックライトにカラーフィルタを用いた液晶パネルを組み合わせるカラー表示が主流である。

## パネル/モジュール/ディスプレイの技術的課題

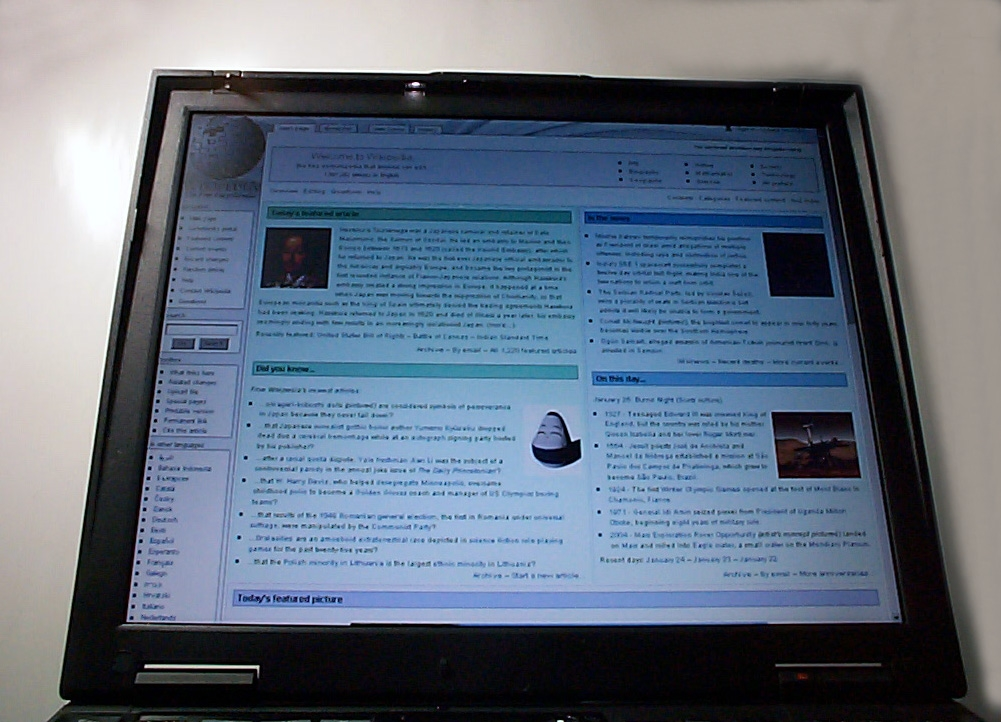
液晶ディスプレイを下からのぞき込むと、上方が暗く見える。

液晶パネルは、様々な利点を有する一方、表示原理に起因する技術課題（欠点）も有している。
残像
液晶パネルで動きの早い動画を表示させると、残像が残って不明瞭な印象を受ける事がある。これは液晶パネルが動画表示を行うテレビに採用されて問題となってきた。この原因は、一つには、表示が変更されるまでの応答時間が長いためであり、もう一つは、駆動方法にも原因がある。
まず、液晶パネルの応答時間については、一般に1-10ミリ秒程度の時間が必要となる。このため、1秒間に100回程度、つまり、100Hz程度でのフレーム周波数による表示書き換えが可能となっている。これに対し、ブラウン管やプラズマ・ディスプレイ・パネル (PDP) の応答速度は、マイクロ秒程度であるため、液晶パネルの応答時間はこれらに比べて長い。このように応答時間が長いことを、応答速度が遅いともいう。この理由は、液状の液晶物質の配向変化という物理的な変化を表示に利用するためである。具体的には、主に液晶の粘度および層の厚みをパラメータとして配向変化の遅れが決まる。
もう一つの駆動方法の観点では、表示フレーム時間内でバックライトが常時点灯していて画像が表示され続ける点（ホールド駆動）が大きな要因である。液晶パネルでは、応答時間を短くするため、液晶材料の低粘度化、液晶層厚の低減、表示駆動波形をオーバーシュートさせる工夫（オーバードライブ）といった対策を行っている。また、インパルス駆動に近づけるため、表示駆動波形による表示フレーム間への黒表示の挿入、バックライトの明滅等の対策も行われている。さらには、駆動周波数の増大（倍速・4倍速駆動）などの対策が採られている。
なお、測定規格および計測技術上の問題点として、カタログ等に表記される応答速度（応答時間）の数値が参考にならない場合が多いという問題点も指摘されている。
視野角
ブラウン管などの他のディスプレイと比較して液晶パネルは視野角が狭い。液晶配向の向きと観察者の位置関係が透過率や反射率に影響するためである。このため、液晶ディスプレイでは視野角特性が表示性能の1つとなっている。特にリビングに置くような大画面テレビ用途の液晶パネルでは、視野角特性を改善して、斜め向から見た場合でも正面方向と変わらない表示品質に近づけることが技術的な課題となってきた。
視野角特性の改善は、IPS方式や、VA方式で利用されるマルチドメイン方式によって図られている。マルチドメイン方式は、表示に用いる液晶配向の向きが、明表示の場合と暗表示の場合で同じになるドメイン（領域）を画素内にいくつか設けて、複数のドメインの明度や色調をいくつか平均化したものが画素の透過率や反射率となるように構成する手法である。こうすることで、液晶パネルの観察方向を傾斜させたときの透過率が上下左右あるいは斜めの観察方向に依存しにくくなる。 + : 視野角特性を良好にするため、IPS方式や、VA方式をマルチドメイン方式によって駆動することが行われている。マルチドメイン方式は、液晶配向の向きが揃っている単位領域（ドメインという）を各画素に複数（通常、2種又は4種）設けることにより、複数のドメインの明度や色調の平均化したものが画素単位での透過率や反射率となるように構成する手法である。こうすることで、液晶パネルの観察方向を傾斜させたときの透過率が上下左右あるいは斜めの観察方向に依存しにくくなる。
ただし、IPS方式とVA方式では、ひとつ1つのドメインの視野角特性は異なっており、IPS方式の方が優れている。IPS方式におけるマルチドメインでの特性の平均化は、個々のドメインのわずかな色調の平均化が主眼であるのに対し、VA方式の特性では明度の平均化が主眼である。VA方式ではIPS方式に比べて不利な視野角特性を改善するため、1つの画素を複数の電圧で駆動するサブピクセルの組合せとすることも行われている。この手法により、基板に対する液晶の傾きが、中間調において一定の傾きではなく、強く傾いたサブピクセルと傾きの少ないサブピクセルの組み合わせとなり、上下左右斜めの観察方向に対する明度依存性が強い、中間的な液晶の傾きを表示に用いずに実質的に同様の明度が得られるため、視野角特性が改善される。また、このような中間的な傾きでの液晶の動作を避ける駆動方法は、応答にも良い影響を与える。なお、前述程の効果は得られないが、液晶性分子を用いた位相差フィルムを、偏光フィルターと液晶層との間に配置して視野角を拡大する工夫もなされている（主にTN方式やOCB方式で利用）。
なお、上記の応答と同様に、測定規格および計測技術上の問題点として、カタログ等に表記される視野角の数値が参考にならない場合が多いという問題点も指摘されている。例えば、多くの場合にはコントラスト比が10程度の表示が実現する最大の視野角（正面からの傾斜角、またはそれを両側で表記した2倍の数）によって表示される。その結果、例えば176度の視野角などという観察方向として意味の無い範囲の数字の大きさばかりが強調されている。注意深く観察するユーザーにとっては、観察方向による色調の変化やコントラストの変化がいまだ認識できる程度に残存しており、液晶ディスプレイの方式やメーカーによってそれが異なることも事実であるが、このような意味のある特性がユーザーに比較可能な状態で示されることはほとんどない。
コントラスト比
画像表示製品の持つ明表示の最大の輝度を暗表示の最小の輝度で割った値を「コントラスト比」と呼び、表示品位の指標となる。特にバックライトを制御することで得られる最大と最小輝度の比は、「ダイナミック・コントラスト比」と呼ばれる。コントラスト比が小さな表示装置は、白黒の表示が不明瞭になるだけではなく、カラー表示の色純度が低下するため重要な指標である。液晶パネルでは動作原理上、画面を完全な黒表示にすることが難しくコントラスト比をあまり大きくできない。これは、バックライトの光を液晶パネルが遮蔽し切れず、たとえ光源の光量を制御しても液晶パネル面から光が漏れるためである。
低消費電力化
液晶パネルは消費電力の低さが優れているために電卓に使われはじめ、CRT（ブラウン管）ディスプレイとの比較でも画面サイズ当りの消費電力でも低く、21世紀初頭現在実用となっている中では低消費電力の表示装置である。また、電池駆動を行う携帯電子機器で使用される用途や大画面テレビなどの用途では、消費電力をさらに削減する要求も存在する。
バックライトを持つ液晶パネルの消費電力は、液晶を駆動するための電力よりも光源での消費電力が主な要素となる。一般的な透過型カラー液晶パネルでは、バックライトからの光量の大半が、偏光フィルタやカラーフィルタ、液晶を駆動するための金属配線などによって失われる。カラーフィルタを用いる液晶パネルの全面白表示での透過率は約5-10%に過ぎず、光量の90-95%は内部で失なわれる。液晶パネルの透過率を上げると共に、バックライトの発光効率の改善が求められる。
また、携帯機器に使用される液晶パネルでは、正面方向だけに明瞭な表示をすれば良いものが多く、バックライトも正面方向にだけ光を放ってそれ以外には無駄に光を出さないことで低電力化が図られている。反対に据え置き式の映像機器に用いられる液晶パネルでは、バックライトができるだけ全方向に万遍なく光を放射しないと使用者の位置が制限されることになる。
また、バックライトを使わない反射型液晶パネルでも、電池を電源とする携帯機器の用途では、液晶を駆動するわずかな消費電力ですら削減が求められる。このとき液晶は交流駆動されなければならず、表示内容が変わらない静止画であっても消費電力はゼロにはできない。この課題に対して、液晶配向に双安定性を持たせて電圧を印加しなくても液晶の表示を固定することができるメモリー性表示が開発されている。これは表示内容の書き換え時以外では電力を消費しないため、電子書籍端末などの表示装置として用いられている。
こういった消費電力の削減要求に対しては、発光効率のよいバックライトを選択するなどの工夫により、年ごとに液晶パネルの消費電力量は削減されている。
LED光源
光源にLED照明を使用することで、周囲の明るさにあわせて全体の表示輝度を調整したり、動画像に合わせて画面上の場所ごとの明るさを変更することにより、電力消費を抑えてコントラストや明暗のダイナミックレンジ、動画追従性を向上させる「ローカルディミング」や「エリア制御」と呼ばれる工夫も試みられている。
ドット落ち
液晶パネルの構造は極めて繊細である。現在主流の薄膜トランジスタを利用するTFT液晶パネルでは、膨大な数のトランジスタがガラス基板上に形成されている。トランジスタは異物混入に極めて弱く、数オングストローム程度の塵であっても動作不良を起こす。このため、ドット、またはサブドットを構成するトランジスタや関連回路に異常があると、一般に言う所のドット落ちが発生する。現状ではパネル1枚当り2-3個程度のドット落ちを容認しないとパネル単価は10倍にも上昇するといわれており、メーカーは技術上の限界として顧客対応に苦慮している。その為、液晶パネルを使用した製品にはその旨の注意書きが書かれている。
耐衝撃性
液晶パネルは薄いガラスでできている。このため、CRT（安全のために破損が許されず、厚いガラスを用いる必要があった）等と比べると、大画面を実現できるものの、逆に容易に割れて破損しやすい。しかし、種々のフィルムが表面に張ってあるため、割れた場合の危険性は低い。近年ノートパソコンなどの可搬性機器の破損例や、液晶テレビが一般家庭に浸透するに伴い幼児がいる家庭での破損例が多くなっている。そのため、画面それ自体に衝撃を与えないようにする工夫や、それ自体の頑丈さが求められるようになってきている。なおデスクトップのパーソナルコンピューター用の液晶モニターのタッチパネル付き製品では、前面にタッチパネル用ガラスが装着されているためにセット全体としては衝撃に強い。また、ガラス基板でなくプラスチック基板を用いて耐衝撃性を高めることも検討されている。
液晶配向のくせの固定化（擬似的な焼付け）
液晶ディスプレイで同一画像を長期にわたって表示し続けた場合には、見かけ上発光型表示装置の焼付けと同じような現象が起きることがある。このような現象は、発光素子の焼付けのような外観を呈するので専門家でも焼付けと呼ぶことがあり、メーカーサポートなどでも焼付けとして扱う社もある。しかし、自発光デバイスではないため、液晶ディスプレイのこの現象は、CRTやPDPや有機ELや無機ELのような焼付け（発光素子の部分劣化）とは原理的に異なり、その意味で厳密には焼付けではない。液晶パネルメーカーでは、この現象の原因を、液晶の光シャッター機能の要である液晶配向にくせがつくこと、液晶材料中や配向膜中に残存したりそこに溶出する微量の不純物の影響などと考えており、液晶パネル部分の長期信頼性の問題として管理している。
バックライト寿命
PCのディスプレイや液晶テレビに使用されている液晶パネルは、ほとんどがバックライトが必要な透過型である。このバックライトの光源としては冷陰極管 (CCFL) というごく細い蛍光管、あるいはLEDが使用されている。冷陰極管やLEDは照明器具の蛍光灯等と同様に長期間使用するにつれて光度が低下する等劣化が避けられない。また、バックライトに用いる光源以外の光学部材の色調も長期間には変化することがある。その結果、画面全体や端の輝度が低下したり、色調が変わってくることがある。このような液晶モジュールの一部であるバックライトシステムのみの劣化は、原理的にはバックライトシステムを交換すれば回復するが、そのような交換はメーカーの修理としては通常は行われない。一般に、バックライトの寿命は（輝度が半分になる点灯時間として規定することが多いがその場合でも）液晶パネルの他の部分に比べて短いことが多い。よって、バックライト寿命がモジュール寿命を決める面もあるため、バックライト部分を長寿命化するための開発も行われてきている。
液晶の黄ばみ
液晶が黄色く見えると液晶の黄ばみが一部で問題となることがあるが、今の技術で完全になくすことは出来ない。これはドット落ちと同じように容認しないとパネルの単価は跳ね上がるといわれている。こちらもメーカーは技術上の限界として顧客対応に苦慮しているが液晶の黄ばみについては注意書きはない。

## 多様な技術
液晶ディスプレイが多様な用途をカバーしてきた背景には、要求される光学的機能を実現するために、数多くの構成部品を組み合わせて液晶ディスプレイ自体が構成されてきた点を挙げることができる。

### 構成部品
液晶ディスプレイは、多数の構成部品により構成される。この構成部品の多さのために、細かな需要に合せた多様なバリエーションが生み出されている。そればかりか、この構成部品の多様さは、液晶ディスプレイの性能の進歩に大きく寄与してきた。液晶パネルの液晶部分に全く変更がなくても全体性能の改良が実現されるからである。一例として、透過型液晶ディスプレイの構成部品であるバックライトを挙げると、バックライトの光源の進歩により、色再現範囲（色域、color gamut）が大幅に改善されたり、消費電力が低下するといった性能改善が実現される。このように、液晶そのものの改良がなくとも、構成部品の技術進歩が液晶ディスプレイの進歩に取り込まれている。

### 構成部品により変わる表示特性

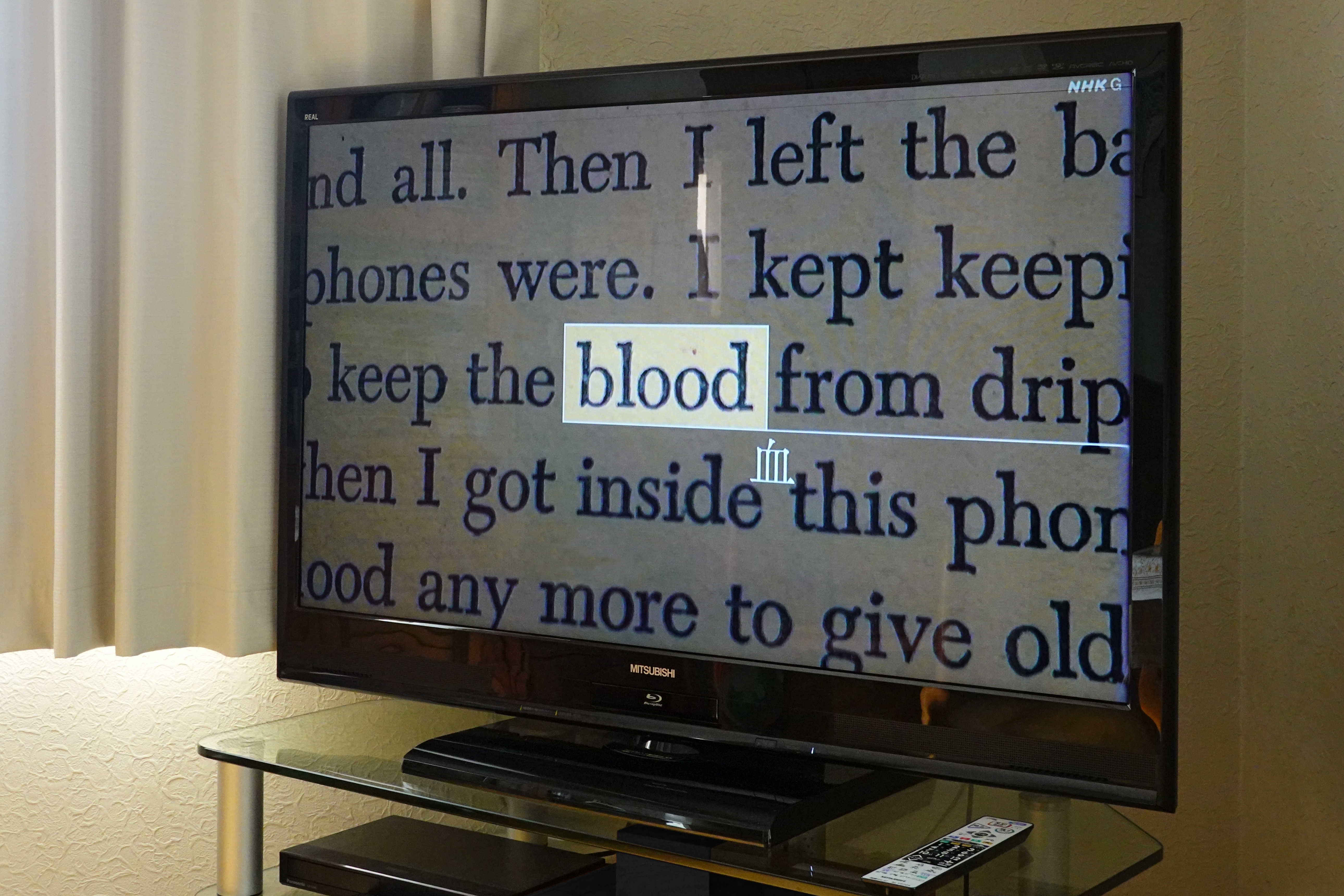
グレア表示タイプ（MITSUBISHI REAL）

また、液晶ディスプレイを構成する部品を選択することによって表示特性を用途に適合させることも行なわれている。その典型例が、光沢（グレア）表示とノングレア（つや消し・マット）表示の選択である。この選択は、液晶ディスプレイの最もユーザー側に位置する部品（通常は偏光フィルム）の表面処理によって決定される。つまり、平滑な面を持ち光沢のある表面処理の偏光フィルムを採用すると光沢表示となり、散乱のある表面処理の偏光フィルムを採用するとノングレア表示となる。よって、写真画像や動画の鑑賞目的のために、色純度やコントラストの感覚的な品位を高めることができる光沢画面と、事務処理用に適する映り込みの少ないノングレア画面との用途別の作り分けが、偏光フィルムの選択のみにより行える。

### 光学的機能の多様性
液晶パネルは、透過型液晶パネル、反射型液晶パネル、プロジェクター、フィールドシーケンシャルカラー表示、半透過型液晶ディスプレイといったさまざまな表示方式が実用化または創出されており、非常に柔軟な光学的構成で用いられ、構成部品の改良が技術的進歩に寄与している。
液晶パネルの光学的機能の多様性の一例を挙げるなら、液晶パネルでは、外光を利用することにより照明を設けずに低消費電力の表示を行うことも可能であるし、必要に応じて照明を設けて、自発光型の表示装置と類似の用途に用いることもできる点が好例である。それ自体が発光することはないため、光源との組合せの数だけ光学的機能にも多様性が生まれている。
液晶パネルに照明を設けない場合には、外光を反射板で反射させて往復で表示を行うことが多い（反射型液晶パネル）。反射型液晶パネルでは、多くの場合に裏側の偏光板の背面に適当な凹凸をもった金属などの反射板を配置する方式（セル外反射板方式）が主流で、安価な液晶表示部で背景が薄緑、表示が変化する部分がこの背景色と黒色との間で変化するものは主にこの方式である。一部には、裏面側には偏光板を設けず、液晶層の裏側の基板の液晶層側反射板を配置して、液晶層と反射板を近接させ手配置する方式（セル内反射板方式）も実用化されている。この場合、一枚の表側の偏光板にフィルム位相差板が併用され、液晶層を往復する光の偏光を制御することが多い。
また、液晶パネルに照明を設ける場合には、EL（エレクトロ・ルミネッセンス）、冷陰極管、発光ダイオードなどの光源によって背面から照明するバックライトによる透過光を観察する透過型液晶パネルや、表示面側からフロントライトと呼ばれる照明装置により照明して反射光を観察するフロントライト付き反射型液晶パネルがある。照明を設けるのは、多くの場合、カラー表示を行うカラーフィルタの吸収のために表示が暗くなる場合である。
そして、照明を設ける液晶パネルと、照明を用いない液晶パネルとの組み合わせるようなもの、つまり、透過型と反射型を組み合わせることにより、外光を反射しつつ、バックライトの照明も利用する半透過型液晶パネルもしくは半（微）反射型液晶パネルと呼ばれるものもある。これにより、夜間の周囲が暗いときから日中の直射日光下まで表示内容が確認できるパネルが開発できるため、家庭用ビデオカメラ、ディジタルスチルカメラなどに利用されている。このように、発光ディスプレイに近い照明を用いた表示と外光を利用した反射ディスプレイとしての表示を1つの表示パネルで両立するものは液晶以外の表示方式では知られておらず、液晶パネルに用いることができる光学的機能の多様性を示す好例といえる。

## 強誘電性液晶・反強誘電性液晶

### 強誘電性液晶
誘電体である液晶物質は誘電分極という性質を持つ。スメクテック液晶でキラリティを持つ種類の物質は、長軸周りの分子回転の動きが束縛されるため永久双極子が並んだ状態となって電界がなくともが自発分極を起こす強誘電性を示すことがある。この代表的なものが、カイラル・スメクテックC相（又はキラル・スメクテックC相）と呼ばれる液晶である。
カイラル・スメクテックC相の液晶は通常は螺旋をとるが、2枚の基板間隔が縮められ螺旋ピッチ以下にまで狭くなると、螺旋構造がとれなくなり特定の2つの向きにのみダイレクタが揃う配列が許されるようになる。
このようなカイラル・スメクテックC相の液晶の層を1-2マイクロメートルの狭い幅の2枚の平行な電極基板で挟み込むと、正、又は負の電圧を電極間に加えることですべてのダイレクタの方向を揃えられ、さらに熱的揺らぎによっても容易には逆の方向まで変化しないので、電圧を加えなくとも配列状態が維持でき、無電力で表示が保存できる。
このような構造の液晶表示を表面安定化強誘電性液晶 (Surface Stabilized Ferroelectric Liquid Crystal, SSFLC) と呼び、一時期は実用化が進められたが、動作原理上、光の透過度で中間値が作れないことや狭い液晶層を大画面で作るのが容易ではなく、あまり利用は進まなかった。ただし、応答速度が他方式より2-3桁も早く、電界を切っても配列状態が残るので、フィールドシーケンシャルカラー表示や電子ペーパーとしての用途が見出されている。

### 反強誘電性液晶
強誘電性液晶は明状態と暗状態のそれぞれにするためには特定の極性電圧を加える必要があり、これは直流駆動（DC駆動）しか許されないことになる。直流駆動では画質の低下が避けられないので、できれば交流駆動（AC駆動）が望まれた。
2枚の基板間隔が広がり、螺旋構造が復活しても自発分極は層ごとで互いに打ち消しあって外部には現れず、無電界ではダイレクタが層ごとに交互に異なる向きに並んでいる。2枚の偏光フィルムを直交で用い、1枚の偏光軸を片方のダイレクタに合わせると、無電界ではほとんど遮蔽されるが、電極の電圧を正でも負でも加えると光が通るようになる。
しきい値以上の正電圧ですべての層で1方向にダイレクタが揃い、正と負の領域でのしきい値以下の電圧で層ごとに交互に1方向ずつ異なる無形にダイレクタが揃い、しきい値以上の負電圧ですべての層で正電圧とは逆向きの1方向にダイレクタが揃う。これら3つの他に中間の状態は取れないので反応が早い。
また、これまでの強誘電性液晶や反強誘電性液晶ではヒステリシス特性があったが、中間調表示が可能な無しきい値反強誘電性液晶 (Threshold-less Anti-Ferroelectric Liquid Crystal, TL-AFLC) が開発されている。

## 反射型と半透過型
反射型は液晶が表示器として使用され始めた頃からの比較的古い技術である。外光を反射することで表示を行う反射型液晶表示パネルは、透過型のようにバックライトを必要としないため、現在も簡易な表示に多用されている。最も代表的な反射型の液晶表示はセグメント表示によるデジタル時計である。反射型でも、フロントライトと呼ばれる光源を液晶表面より手前側に備えることで、外光の無い暗所でも見えるように工夫したものがある。
これに対し、半透過型は、反射・透過両用型、つまり、外光による反射光の表示と、背面のバックライトによる透過光による表示とを組み合わせるものである。反射型でのフロントライトと同様に、暗所ではバックライトを使い、明るい場所ではライトを消すことで電力消費を抑えることができる。
反射型や半透過型は、外光が強い場合に視認性が低下するという透過型の欠点を解消できる利点がある。特に直射日光が差し込む環境などでの視認性は、その直射日光下の周囲の明るさに順応して観察者の目が明るさを感じにくくなることが影響する。透過型ではその観察者の目に表示面を明るく感じさせるためには強力なバックライトが必要になる。これに対し、外光に比例した反射光を利用する反射型および半透過型では、なんらエネルギー消費を増やさずとも、表示面を明るく感じさせることかでき、さらに外光に比例して反射光が増加するというある種の自動調整も実現する。
反射型と半透過型では液晶層の背面に反射板が置かれている。半透過型ではその反射板が半透過性の反射板とされたり、部分的に背面からの光を通過させる領域を設けて光透過性を示す反射板とされる。反射型と半透過型ともに、反射板の位置にはさらにバリエーションがあり、液晶層の背面側基板のさらに背面側のものと、前側（液晶側）のものとがある。旧来の反射型や半透過型は前者であるが、近年のアクティブ素子を利用するものでは後者も採用されている。後者は、背面側基板の厚みが表示に悪影響を及ぼさないため、高精細な表示が可能である。この場合、背面側基板はアレイ基板とされる。
特にアクティブ素子を利用する反射型や半透過型ではアレイ側の配線が不透明でも開口率に影響しにくい点で、透過型とは異なっている。つまり、反射型では、反射性の（サブ）画素電極を金属配線やアクティブ素子の上に形成した絶縁膜の上に構築することで金属配線やアクティブ素子などの非透過性要素が開口率に影響しないようにできる。また、半透過型でも、反射部分を非透過性要素に重ねて配置することが可能である。
2000年頃には、携帯電話用としてカラー表示のできる反射型TFT液晶が多用された。ところが、表示コンテンツの多様化が進展すると画質に不満が生じた。2002年頃に携帯電話にカメラ付き機種が登場すると、特に表示画面の高画質化が求められ、反射型TFT液晶に代わり半透過型TFT液晶が採用されるようになった。それ以降、ワンセグや動画再生機能などに対応した機種などのさらなる高画質化要求に応じ、透過型TFTと半透過型TFTが使い分けられている。反射型は低消費電力であるため、電話機以外でも携帯用途での利用が再び進んでいる。

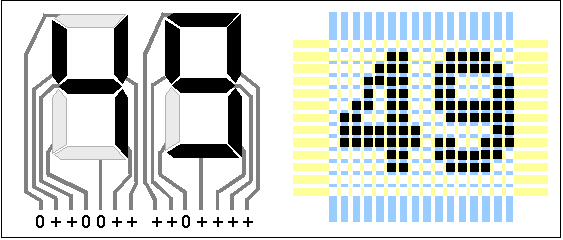
セグメント表示の例

### セグメント表示
セグメント表示の身近な例では、電卓に多用されている8の字によって数字を表示する、7セグメントディスプレイが挙げられる。このように表示対象をいくつかの小さい領域である「セグメント」に分割し、その領域毎に外部から所望の電圧を印加するものを、セグメント表示と呼ぶ。
どのセグメントに電圧をかけるかを適宜制御すれば、数字の0 - 9等を表示し分けることができる。数字だけでなく擬似的なアルファベットも16セグメント程度で1文字を表すものがあり、各種電気機器の動作表示部などではピクトグラムのような簡単なマークもセグメントによって表される。セグメント数が少なければスタティック駆動されるが、電卓のようにセグメント数が多くなるとダイナミック駆動（人間の目で判断できないほど高速で表示を順番に切り替える方式）される。
セグメント表示の多くは中間調を持たず明暗の2つの状態で表示されているが、電池が消耗した電卓などで駆動電圧が不十分になると、表示が薄くなり、中間調のような表示が起きる。

## その他

### 液晶テレビでのコスト
液晶テレビでは、液晶パネルは製造原価の6割から7割を占める重要な部分である。

### 用途

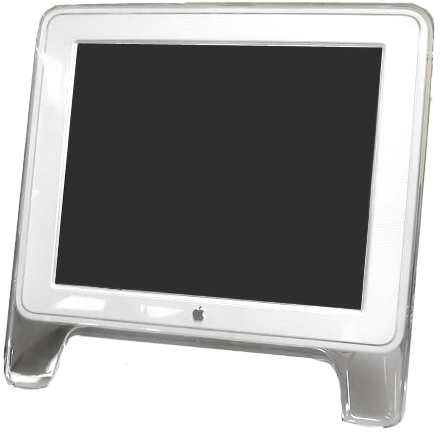
Macの液晶モニタ
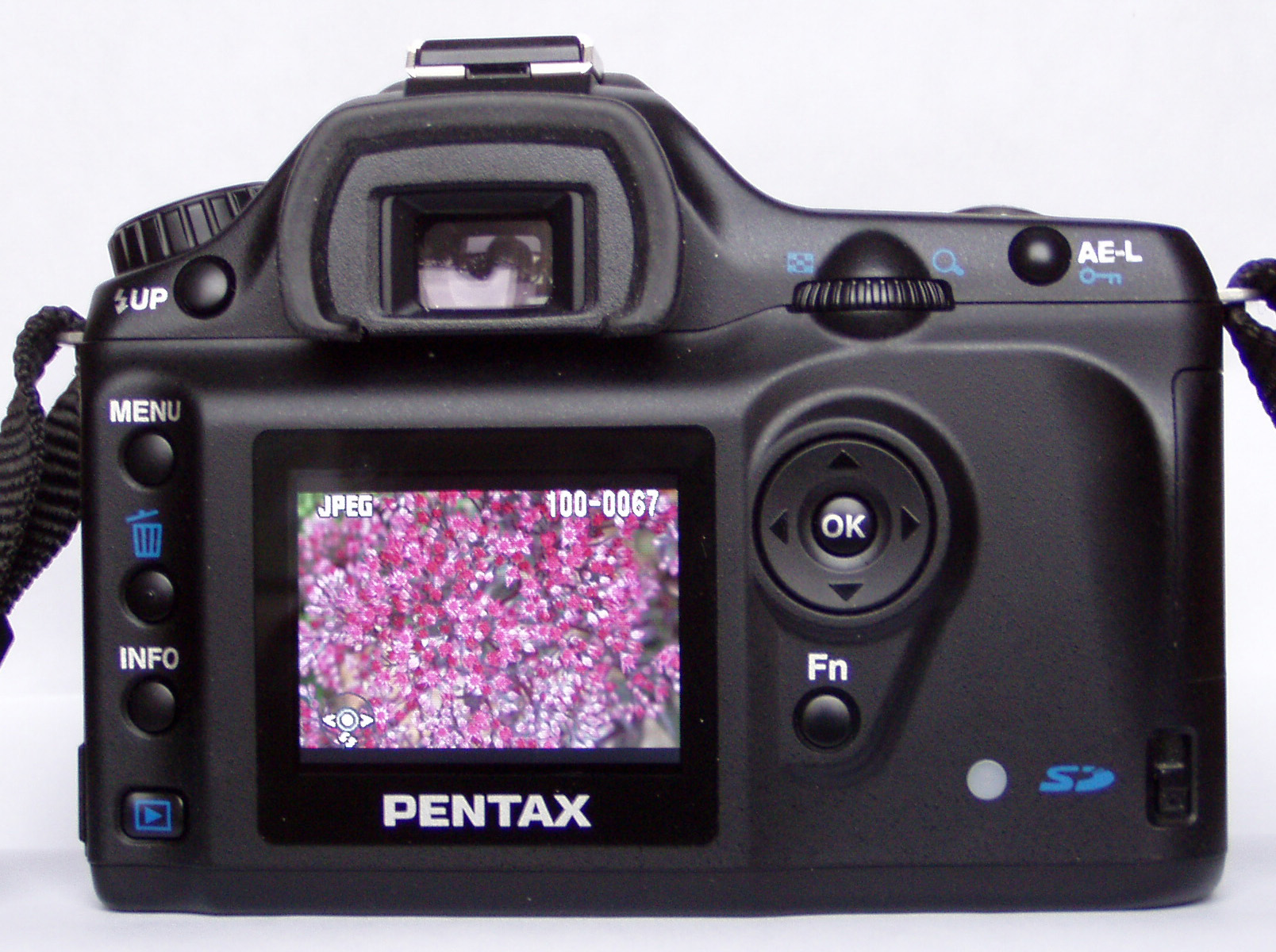
デジタルカメラのディスプレイ
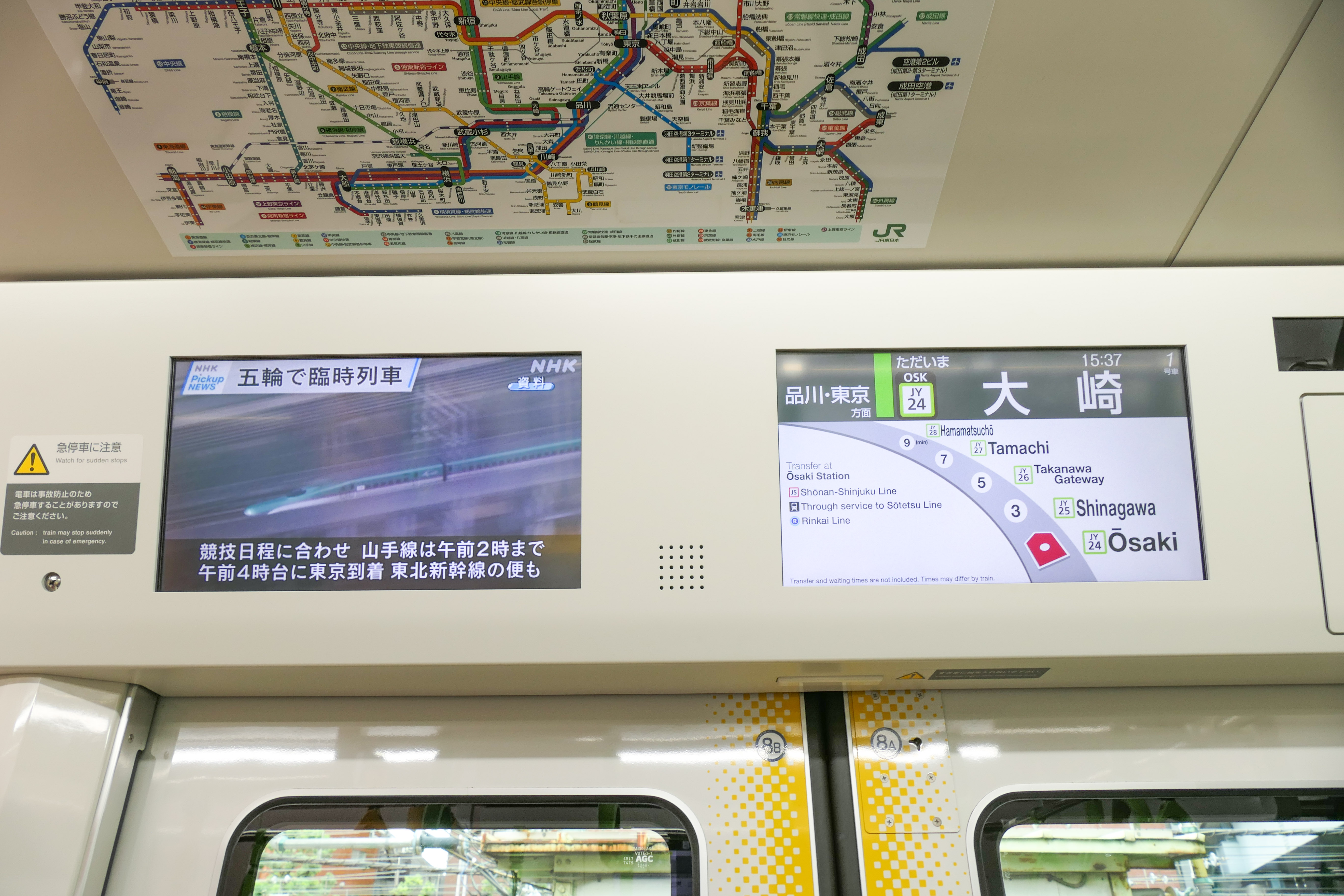
電車の車内案内表示装置
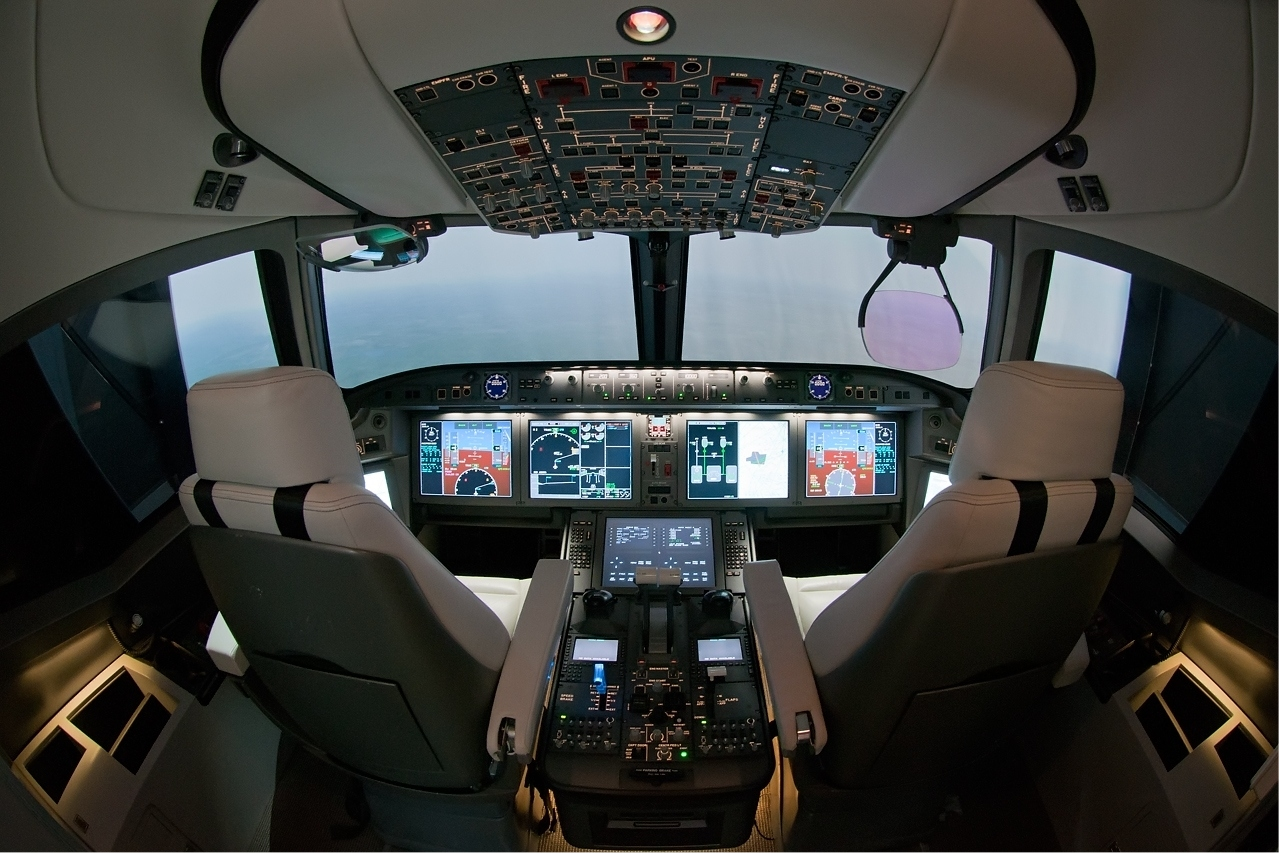
航空機のグラスコックピット
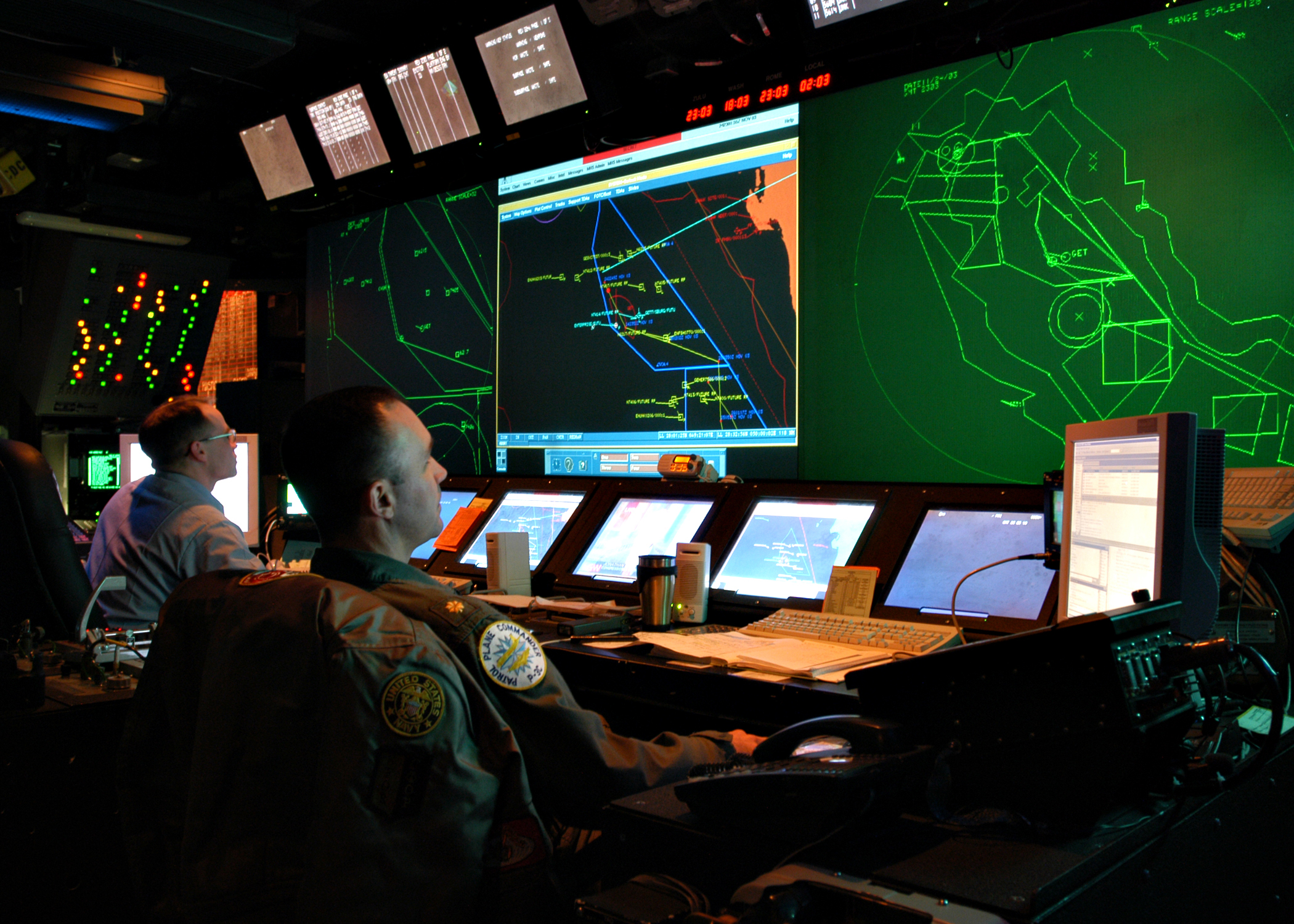
軍艦の戦闘指揮所